# Европейская кухня

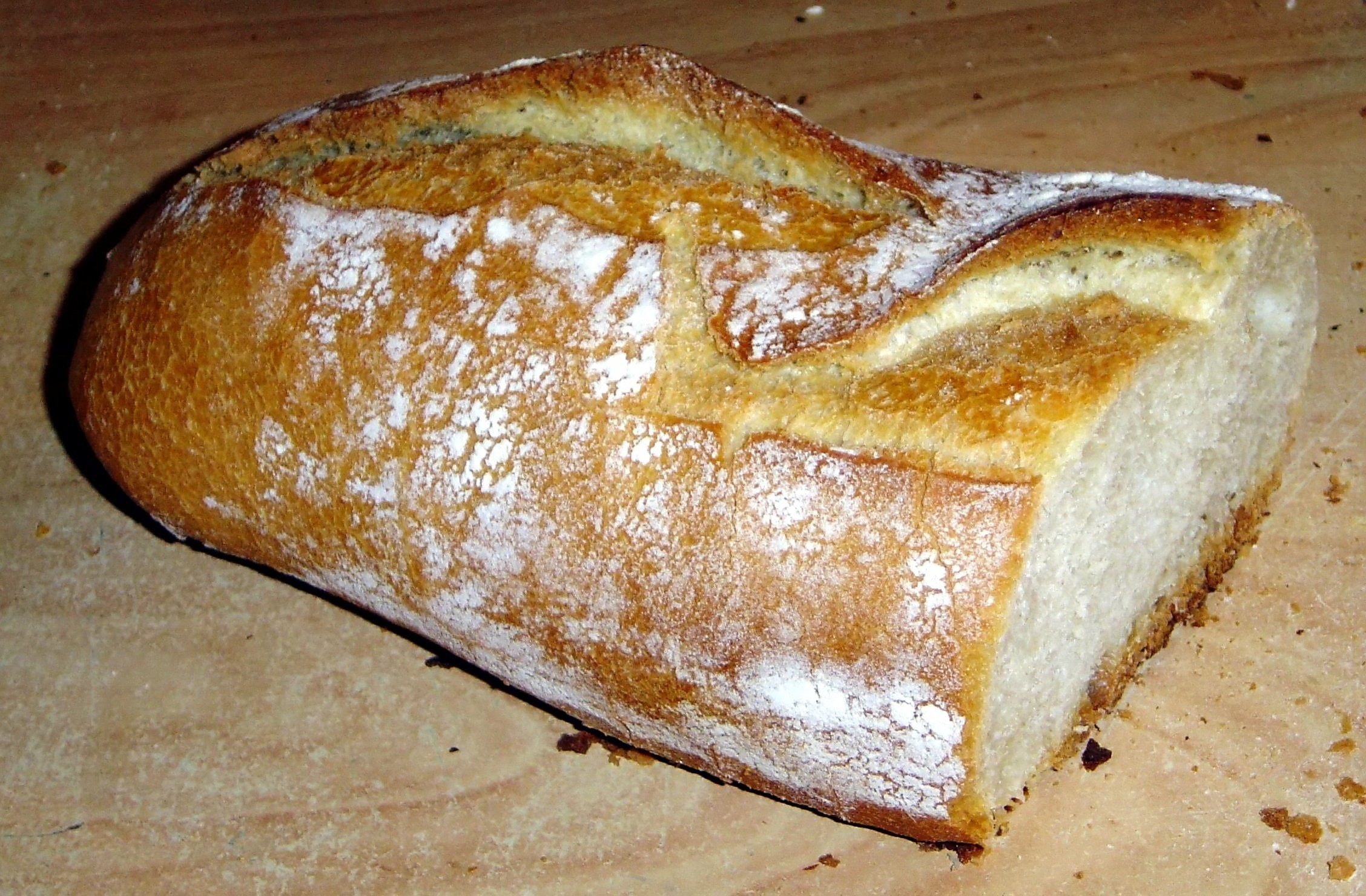
Французский хлеб
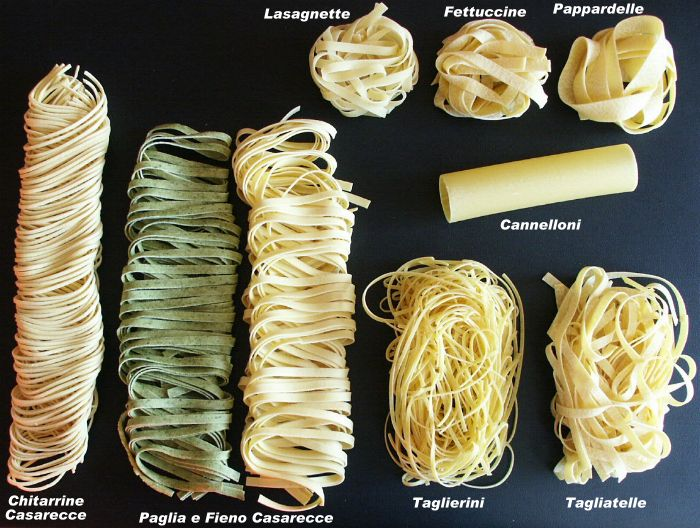
Итальянская паста
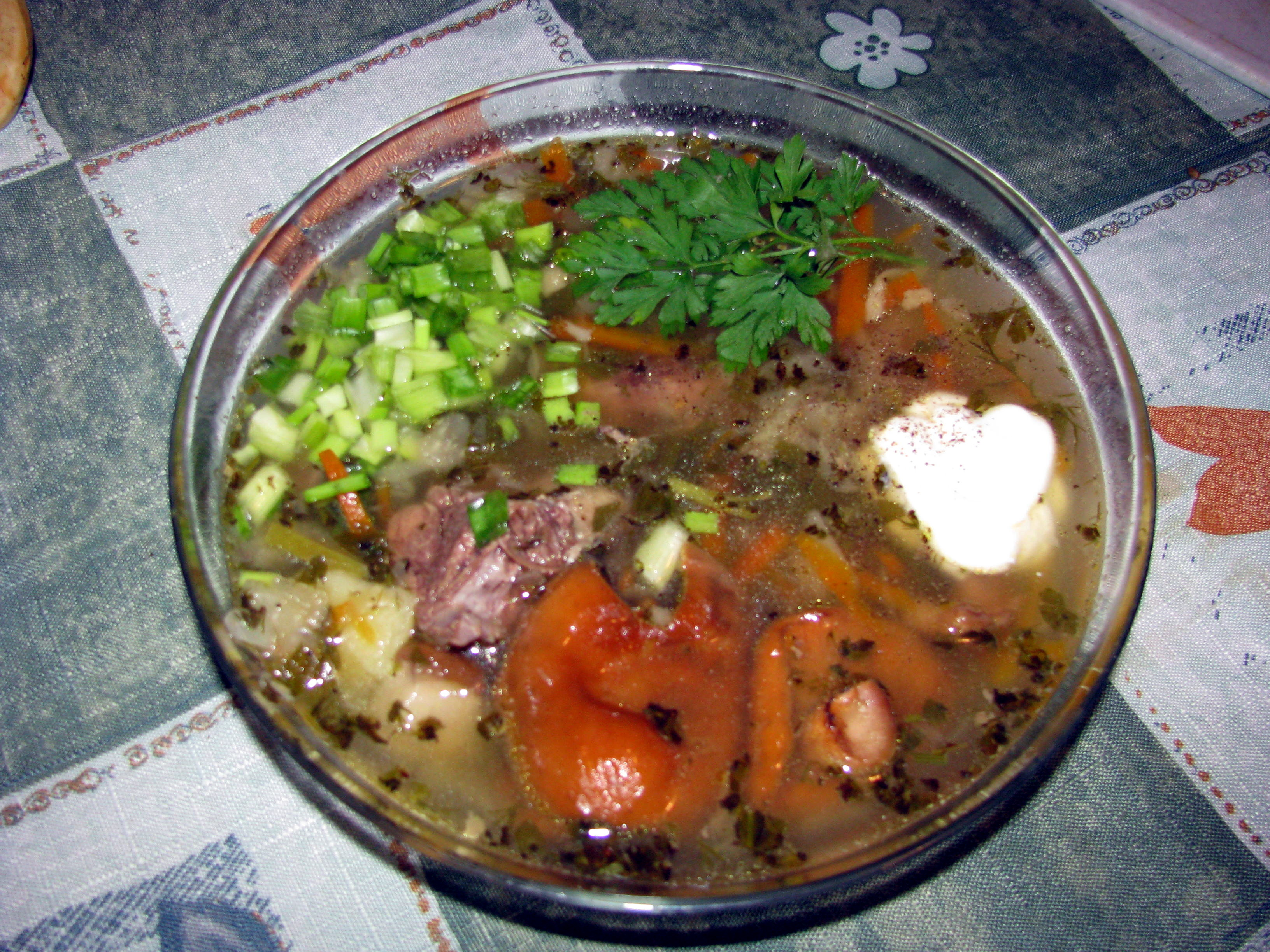
Русские щи
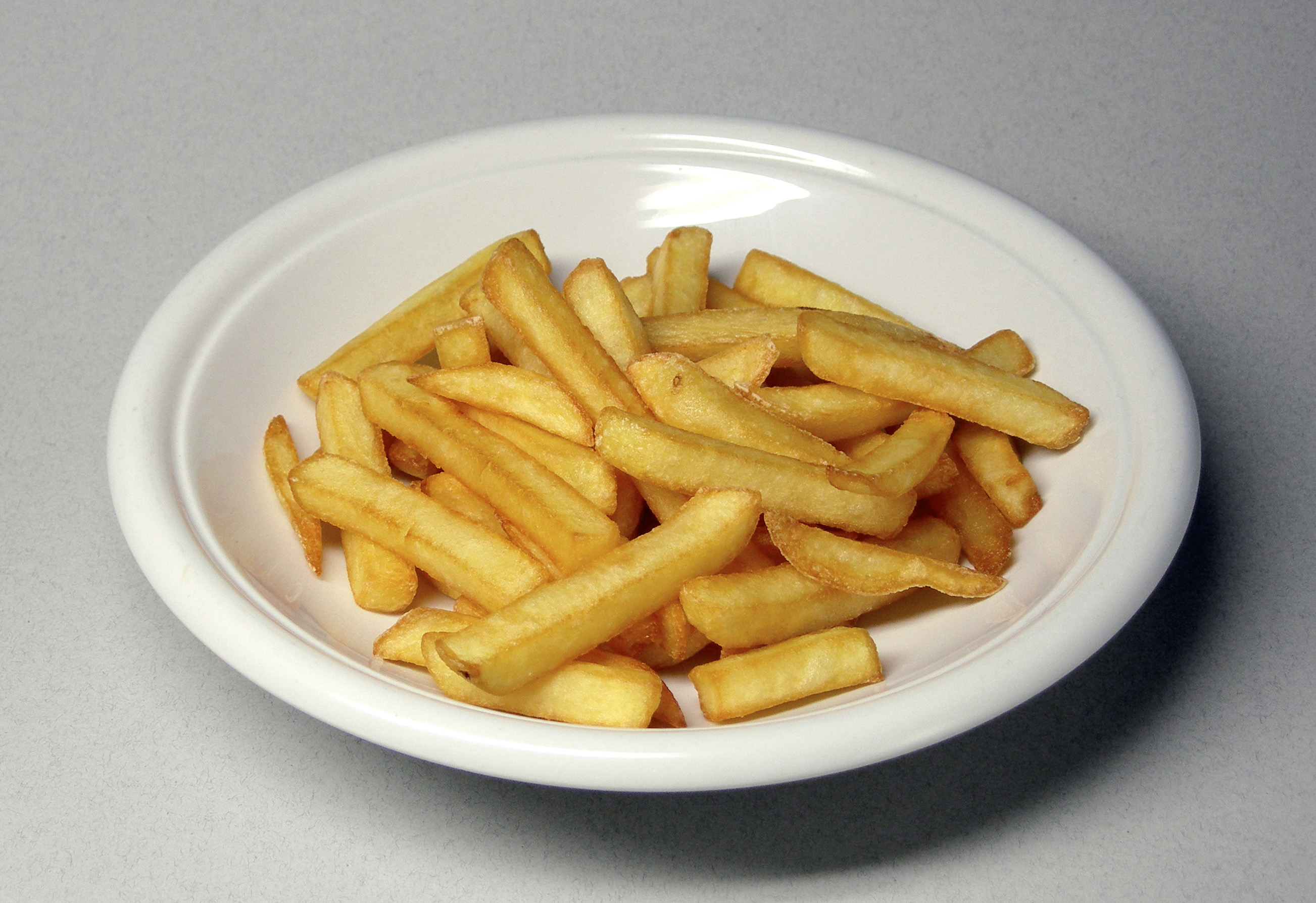
Картофель фри
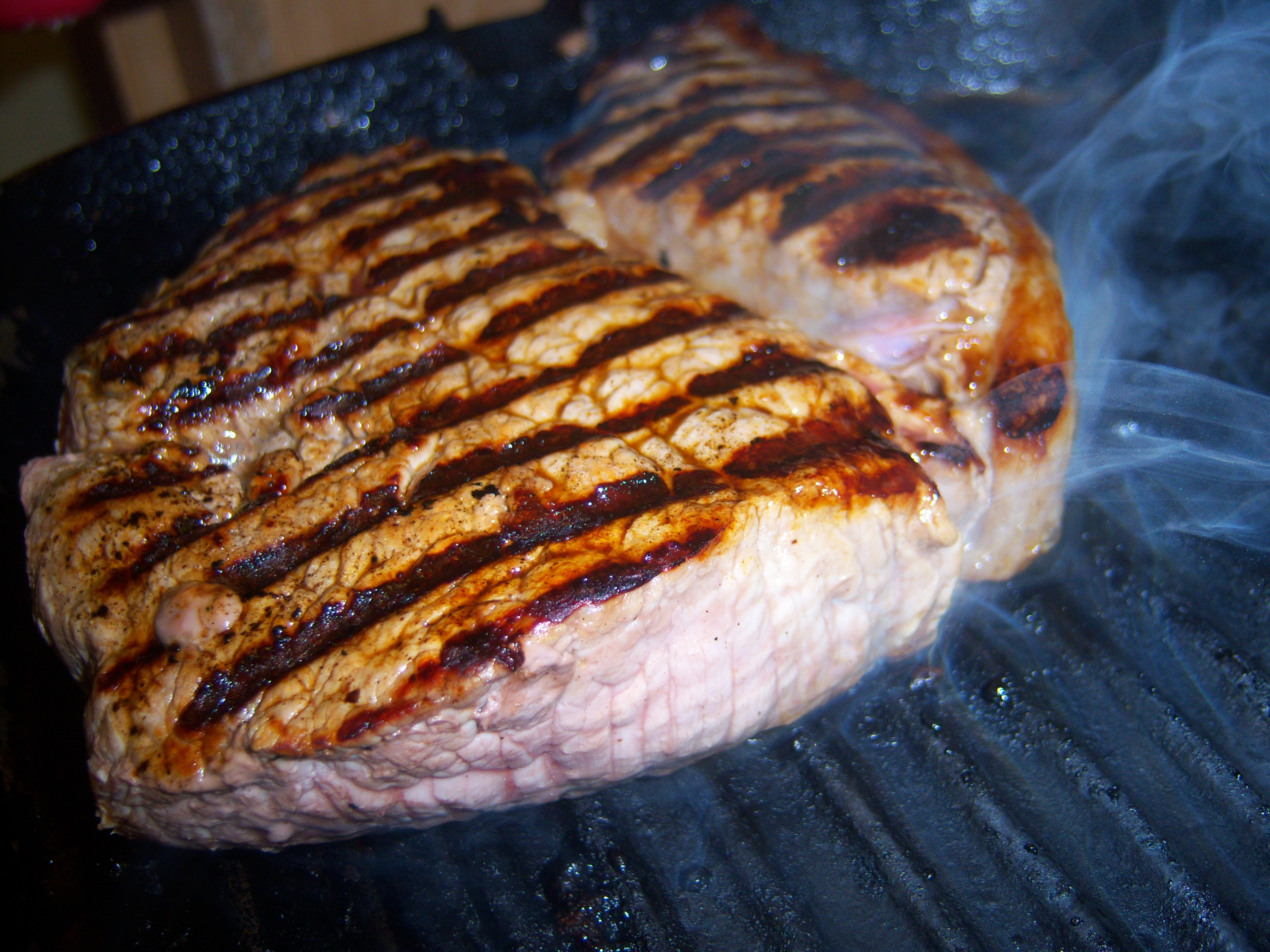
Жареный стейк

Европейская кухня, также именуемая западной или континентальной — обобщающий термин для обозначения разнообразных кухонь стран Европы, а также подвергшихся европейскому влиянию кухонь Северной Америки, Австралазии, Океании и Латинской Америки. Европейские кухни заметно разнятся в зависимости от страны, региона, условий жизни, культурных традиций и предпочтений в пище, тем не менее их объединяет «европейское», материковое происхождение. Несмотря на различия, общим для европейской кухни являются обилие мясных и овощных блюд, а также вторичная роль различных приправ и соусов при готовке (из-за характерного желания сохранить истинный вкус компонентов), обилие изделий с применением пшеничной муки. К тому же нередко перед употреблением того или иного блюда употребляется «аперитив» — качественные спиртные напитки способствующие усилению аппетита и улучшению пищеварения. Широкое применение в европейской кухне находят яйцам в жареном, варёном видах, в виде одного из ингредиентов мучных блюд, и даже в виде основы для некоторых напитков. На протяжении веков наблюдаются интеграционные процессы, в ходе которых блюда из различных кухонь Европы находят одобрение и поклонников в странах, для которых характерны иные кухонные традиции. Условно европейскую кухню можно разделить на восточно-европейскую, северо-европейскую, южно-европейскую и западно-европейскую. Подробнее о той или иной кухне можно узнать в списке статей ниже, разбитых по категориям. В качестве наглядного примера приведены некоторые блюда из той или иной кухни.

## Центральноевропейская кухня

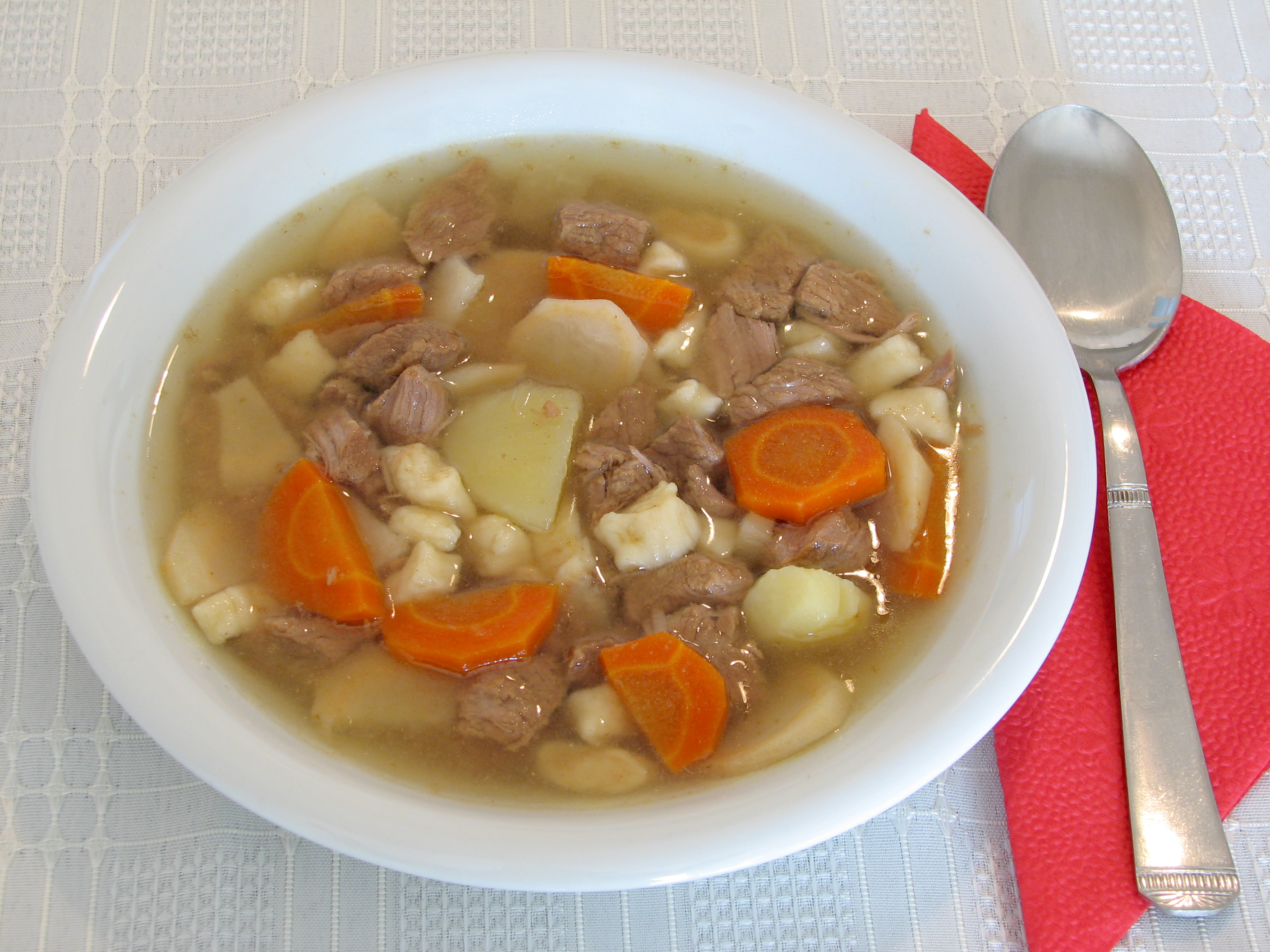
Венгерский суп-гуляш
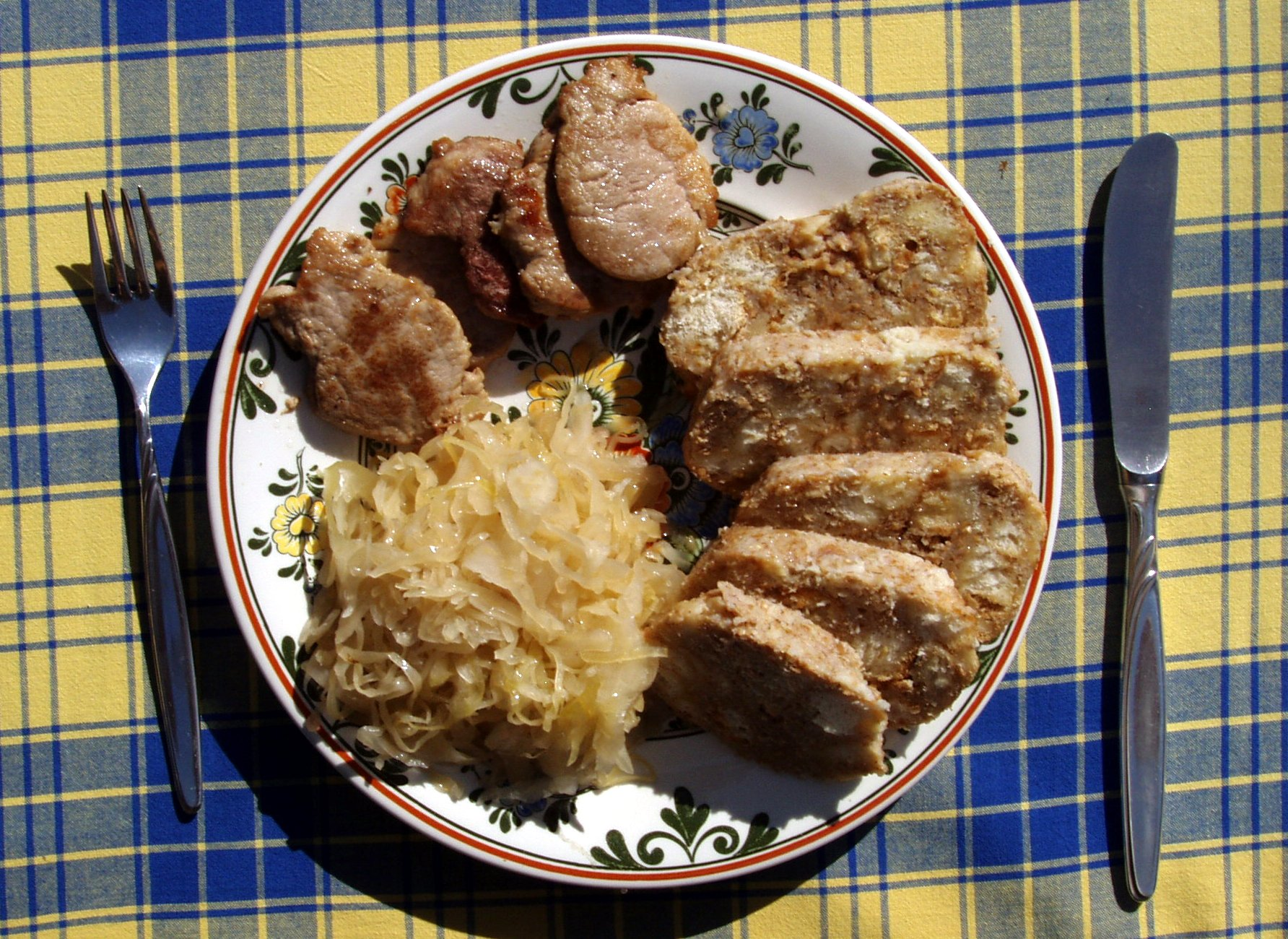
Чешская жареная свинина с кнедликами и капустой
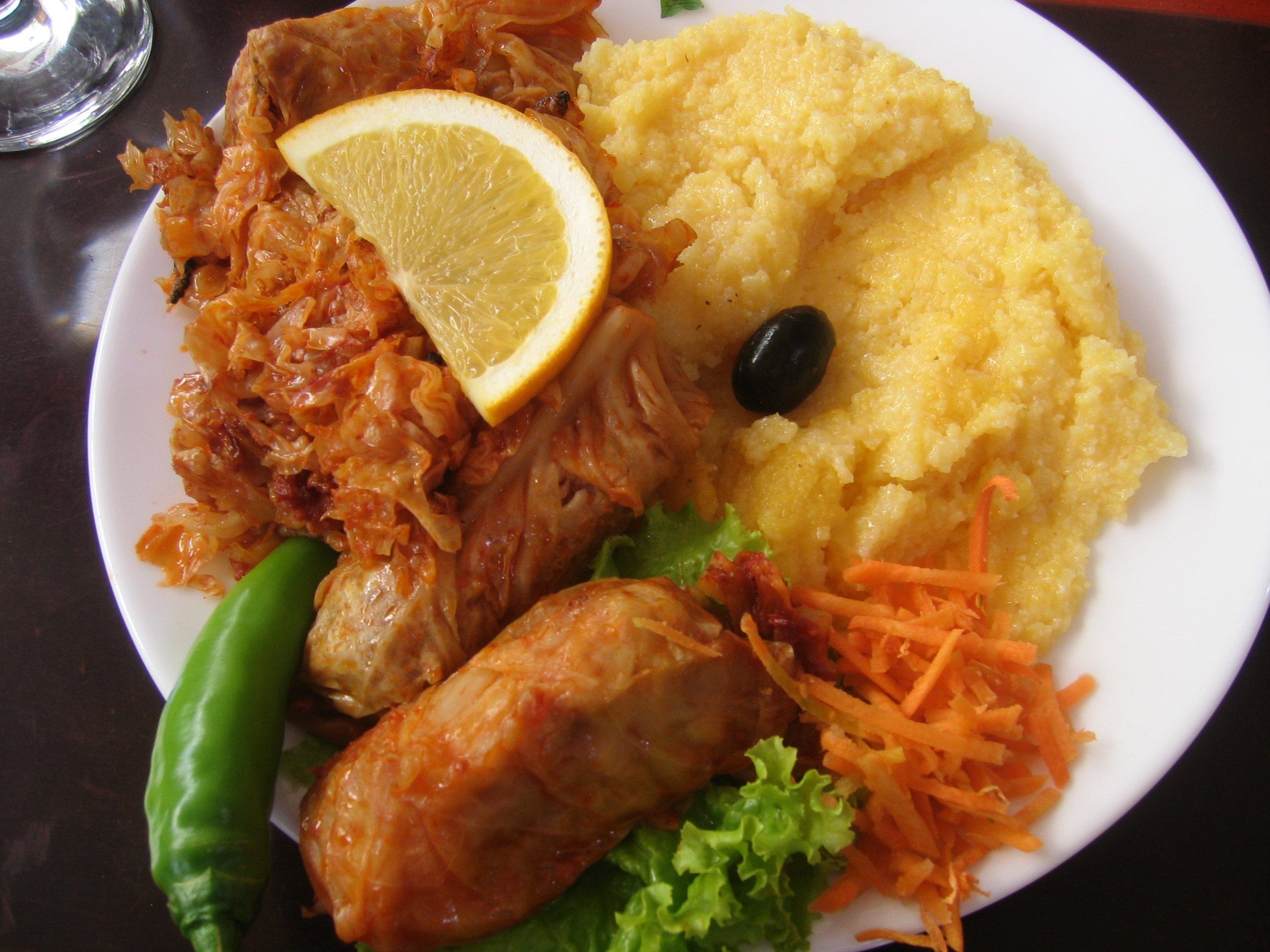
Румынская мамалыга с листьями капусты и полентой
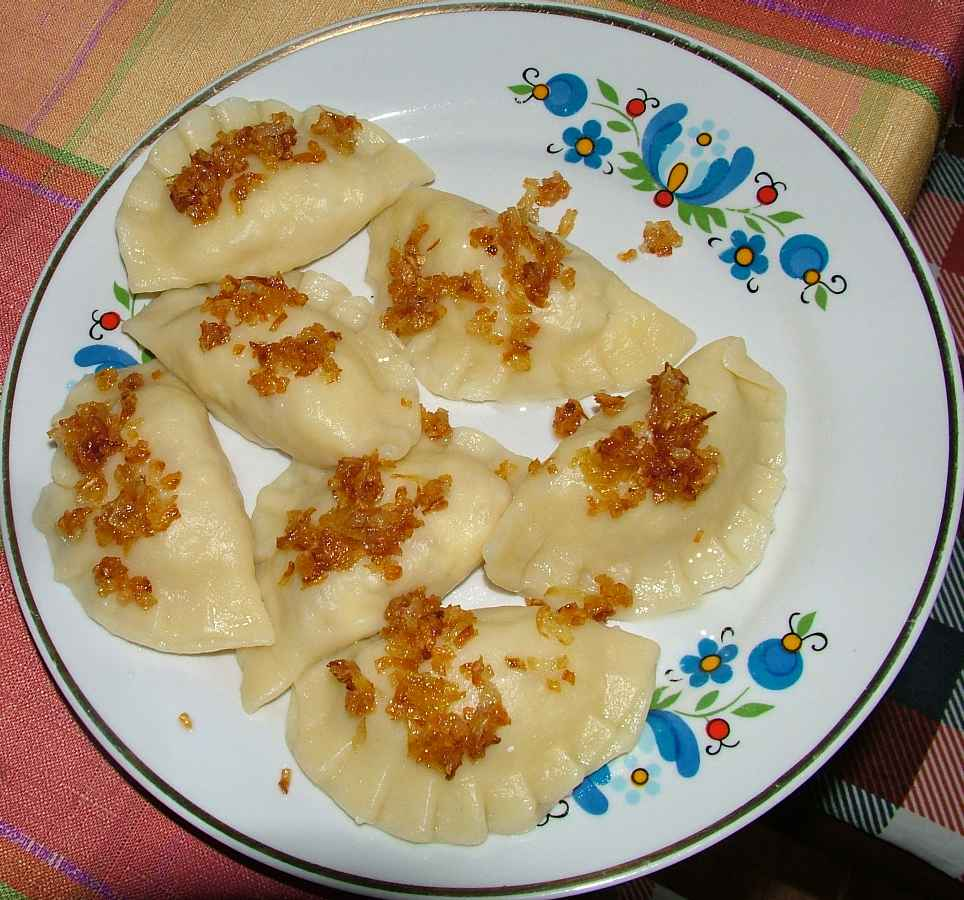
Польские пероги

- Чешская кухня[1]
- Венгерская кухня[1][2]
- Польская кухня[1][2]
- Румынская кухня[1][2]
- Словацкая кухня[1][2]
- Словенская кухня[1]

## Восточноевропейская кухня

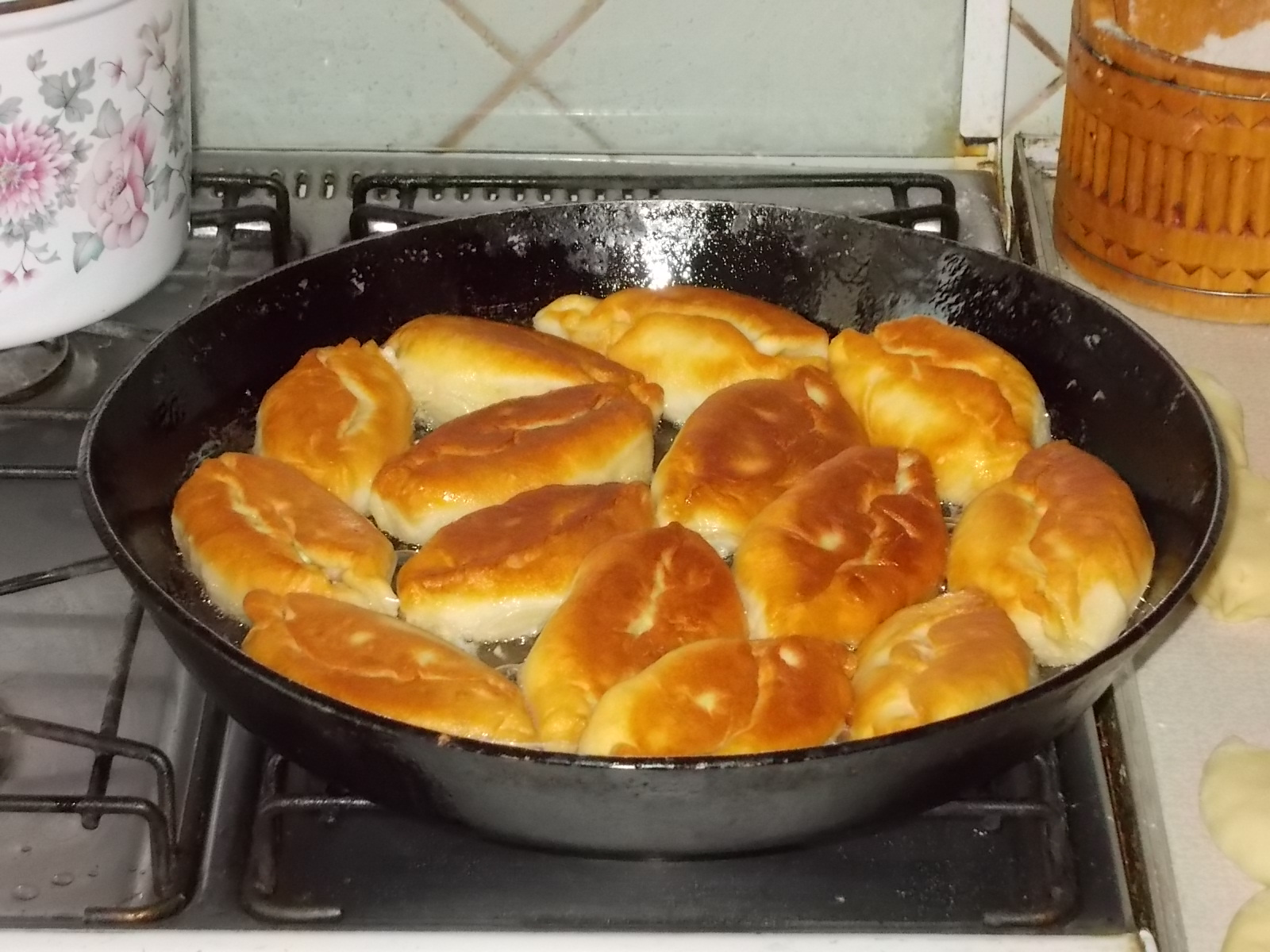
Русские пирожки
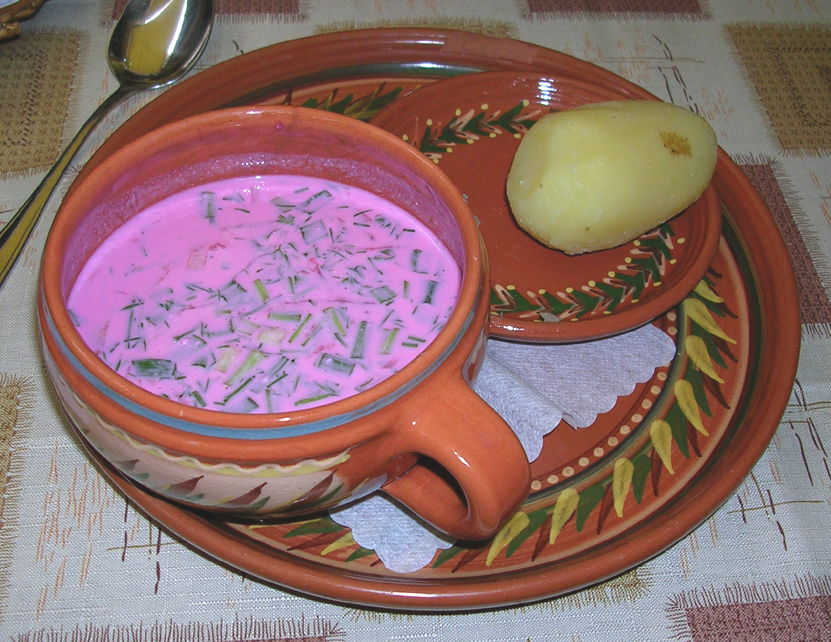
Литовский холодный борщ
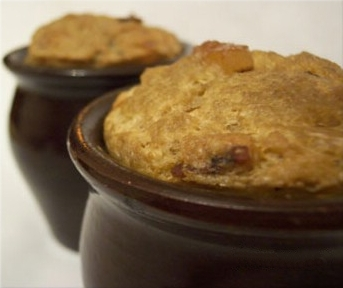
Белорусская картофельная бабка
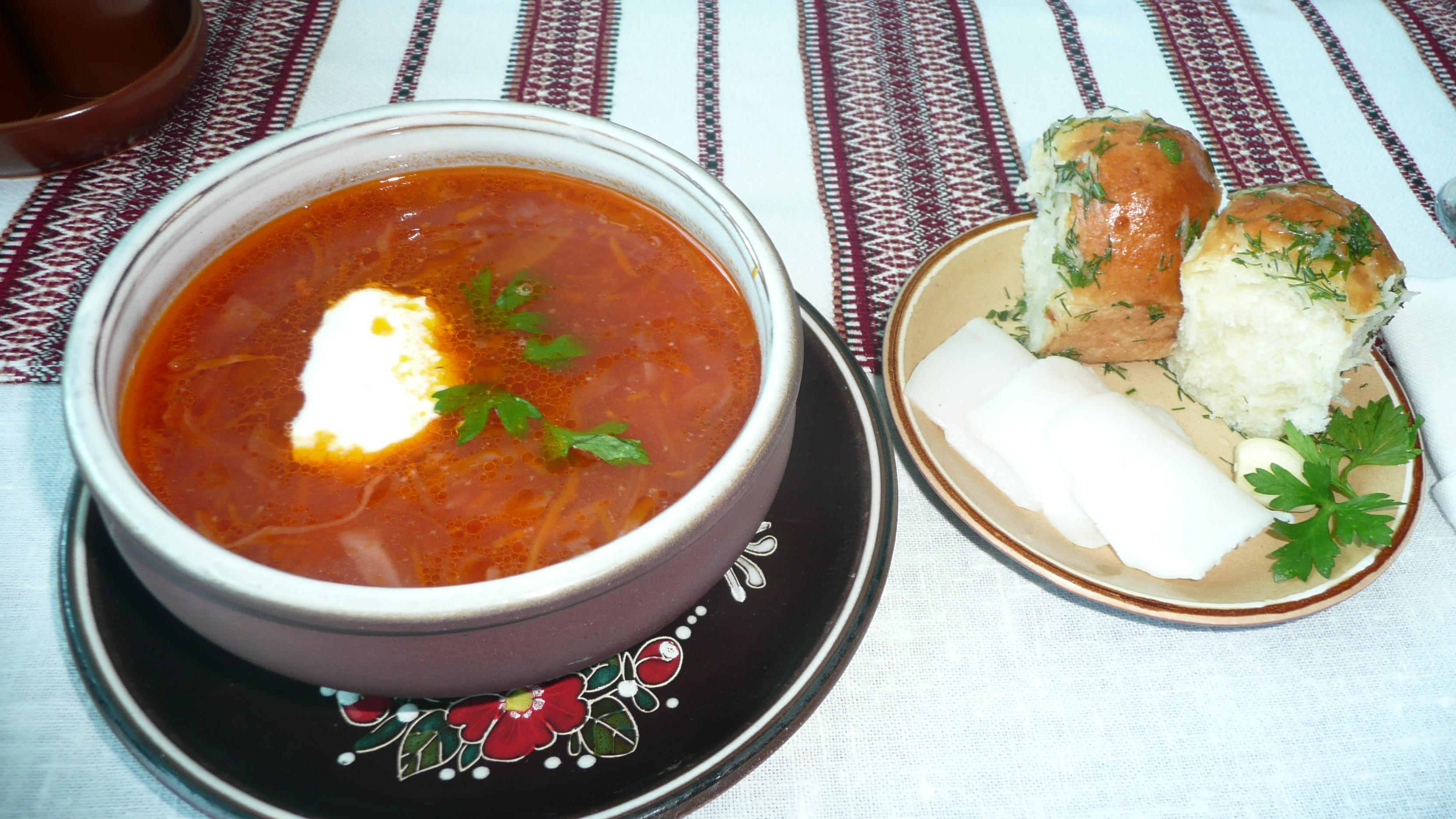
Украинский борщ с пампушками
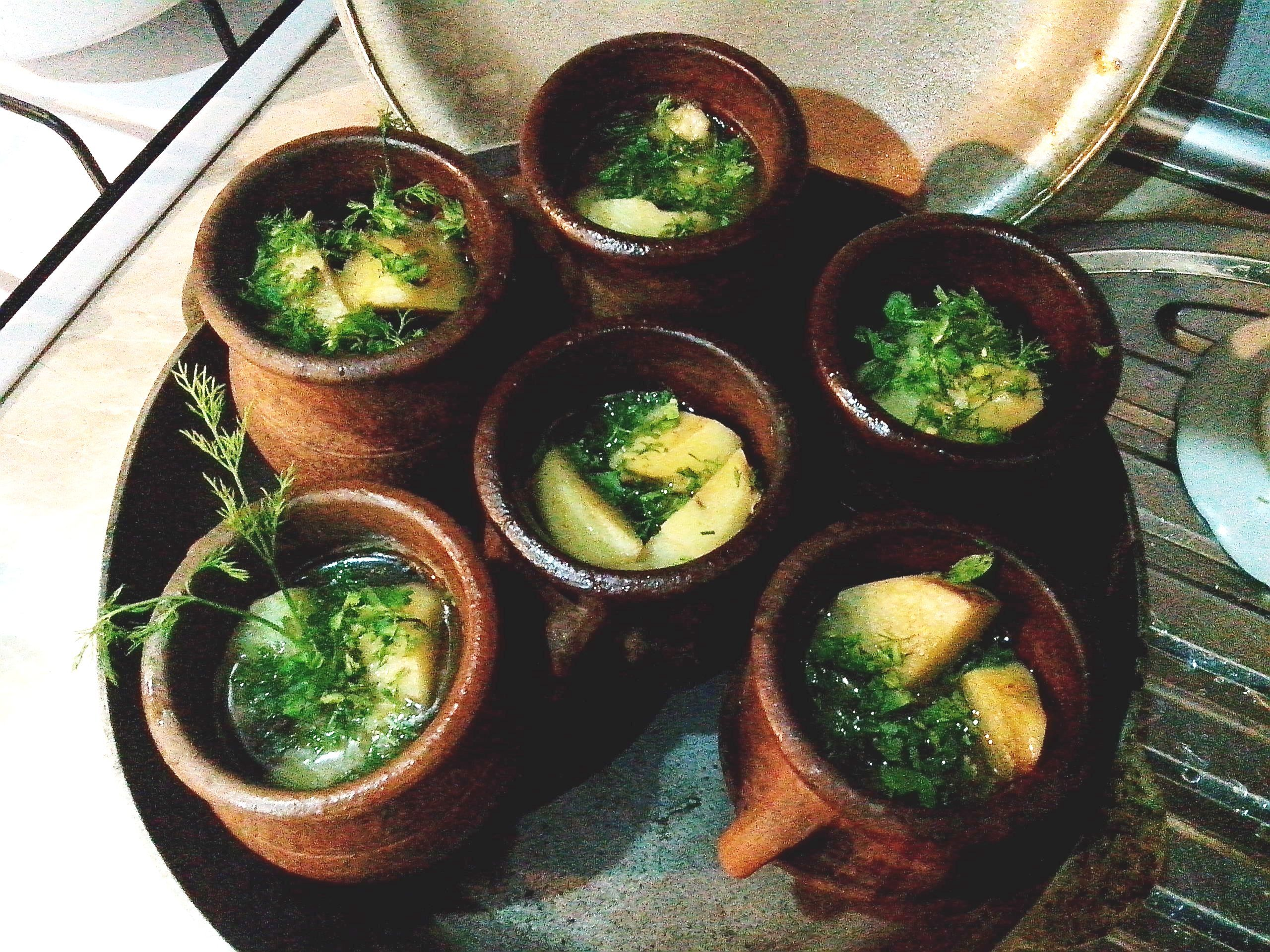
Шекинский пити
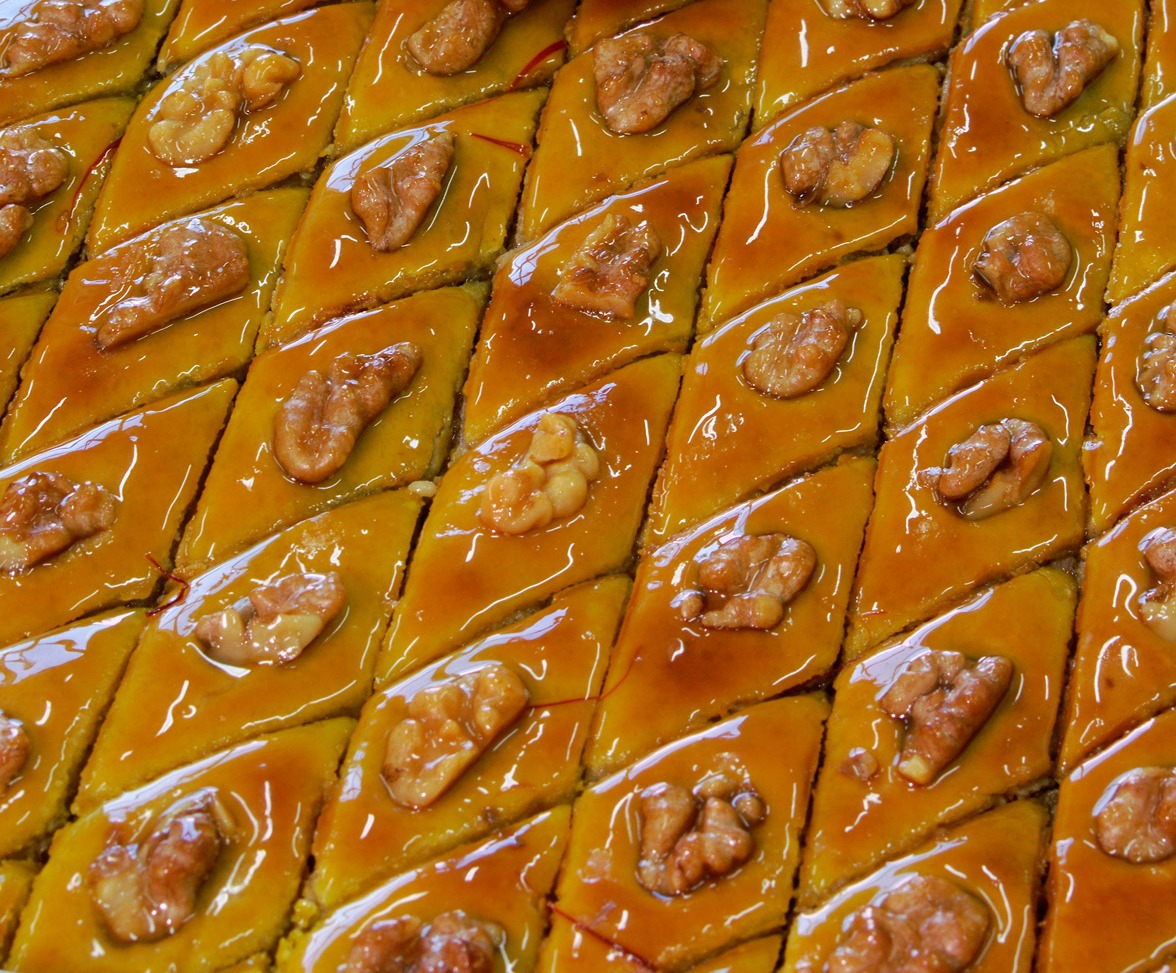
Азербайджанская пахлава

- Азербайджанская кухня
- Армянская кухня[1]
- Белорусская кухня[1]
- Болгарская кухня[1][2]
- Грузинская кухня[1]
  -  Абхазская кухня
- Латышская кухня[1]
- Литовская кухня[1]
- Молдавская кухня
  -  Гагаузская кухня
- Русская кухня[1][2]
  -  Башкирская кухня
  -   Вайнахская (чеченская и ингушская) кухня
  -  Дагестанская (аварская, даргинская, рутульская, лезгинская) кухня
  -  Кухня Коми
  -  Карельская кухня
  -  Осетинская кухня
  -  Татарская кухня
  -  Удмуртская кухня
  -  Черкесская (адыгская) кухня
- Украинская кухня[1][2]
  -  Крымскотатарская кухня
- Эстонская кухня[1][2]

## Североевропейская кухня

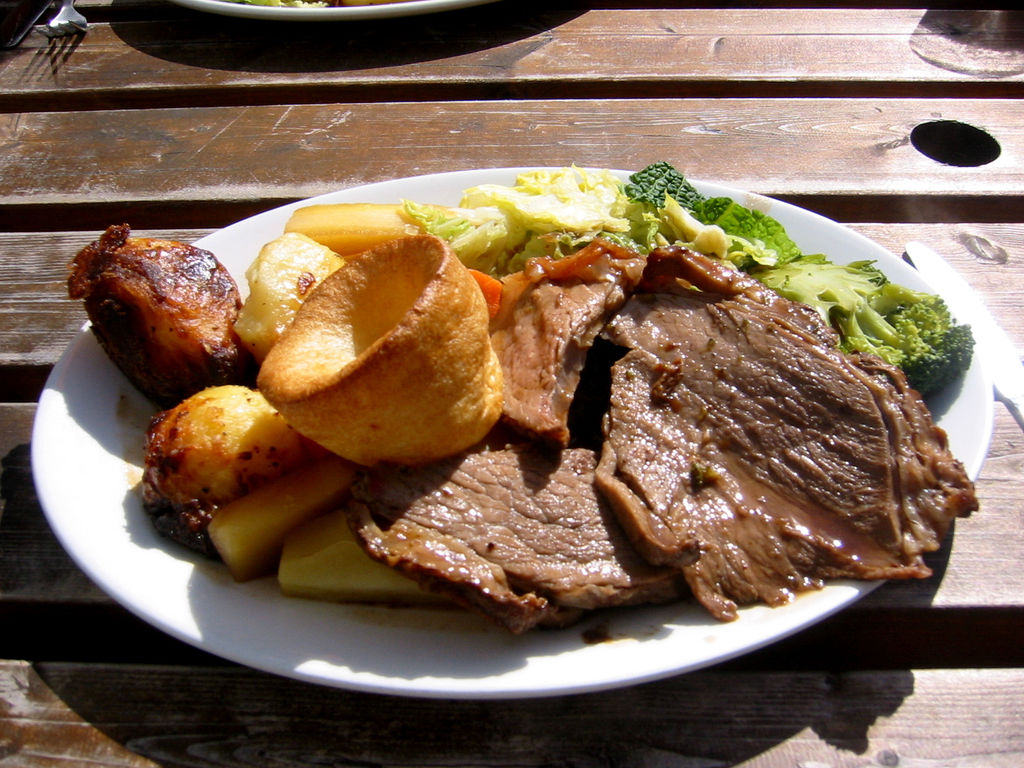
Английское воскресное жаркое
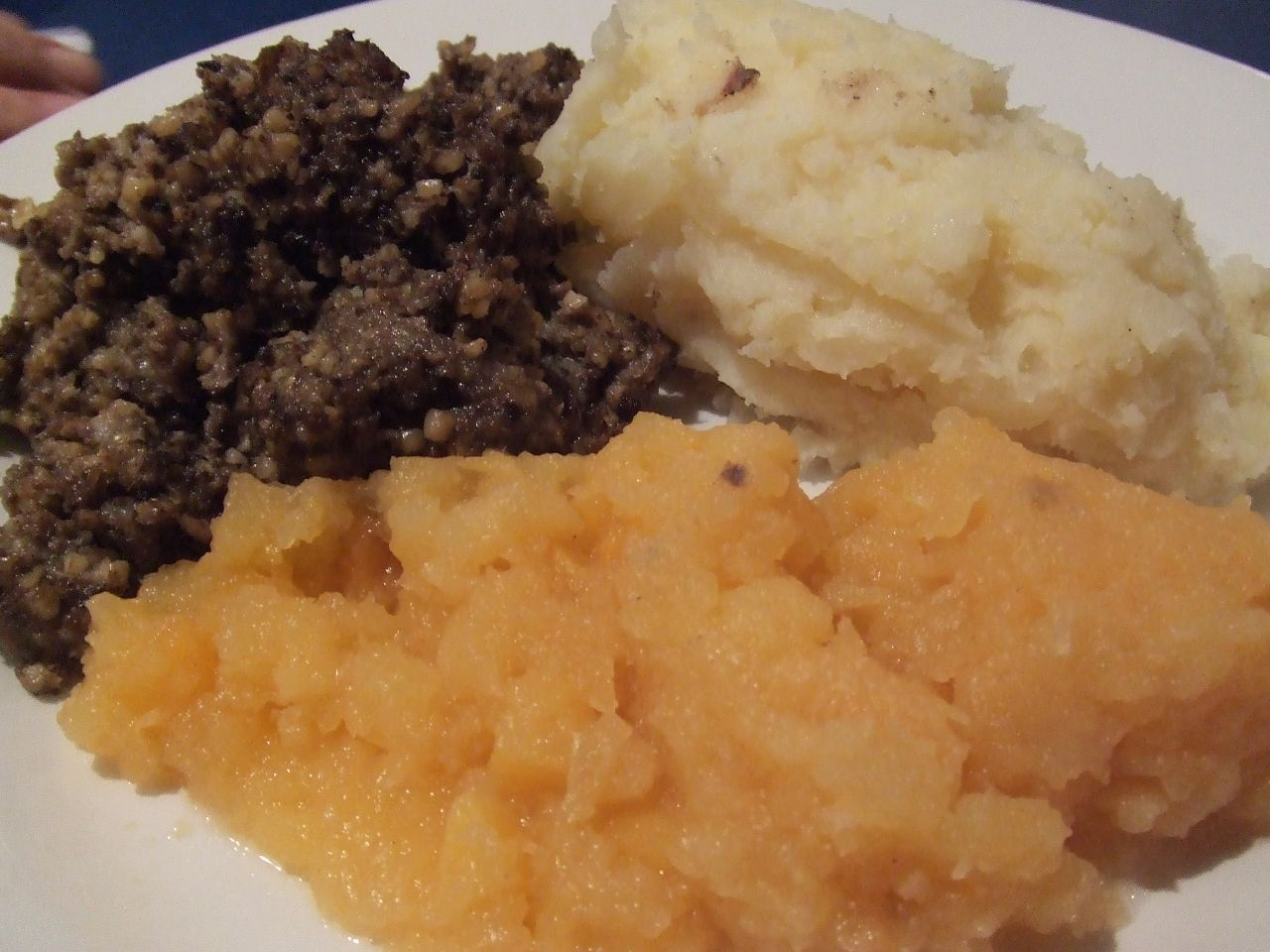
Шотландский хаггис с брюквой и картофелем
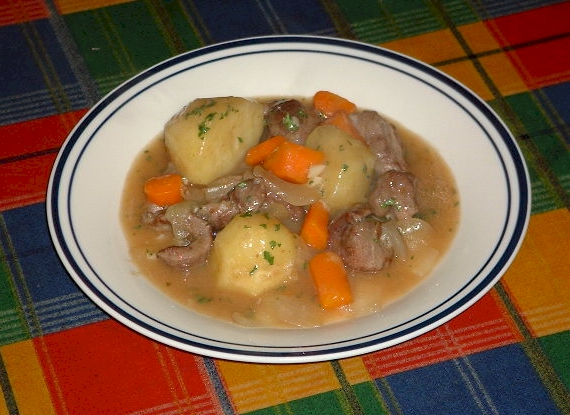
Ирландское рагу

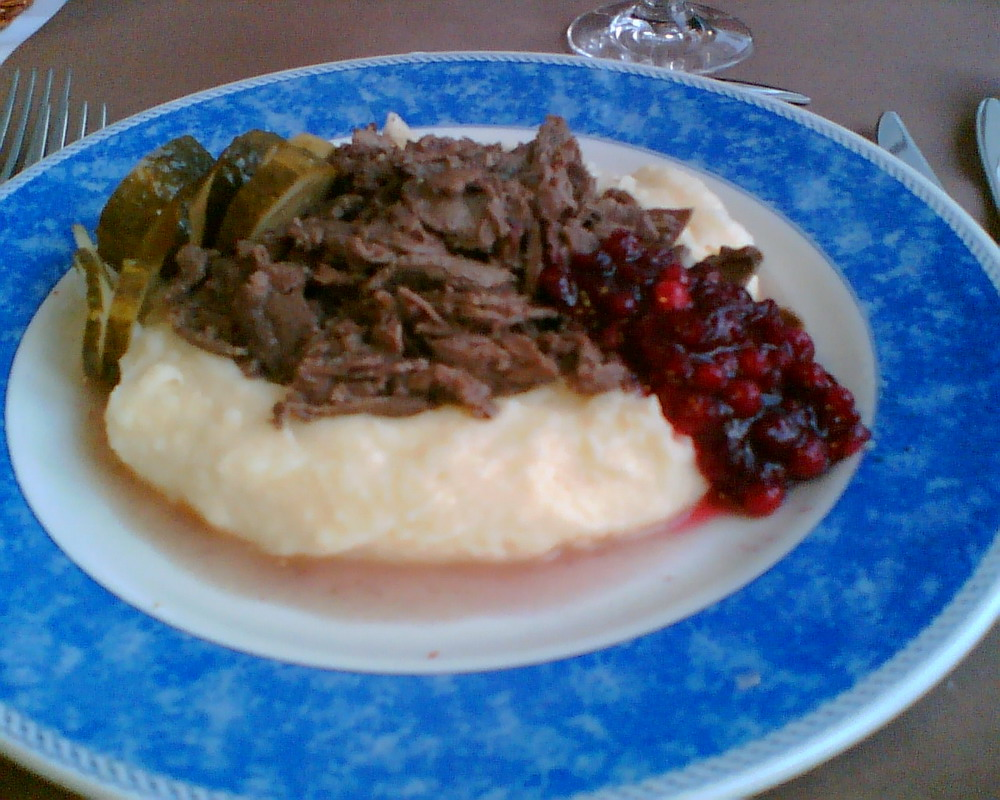
Финское жаркое из оленины
Норвежский бутерброд
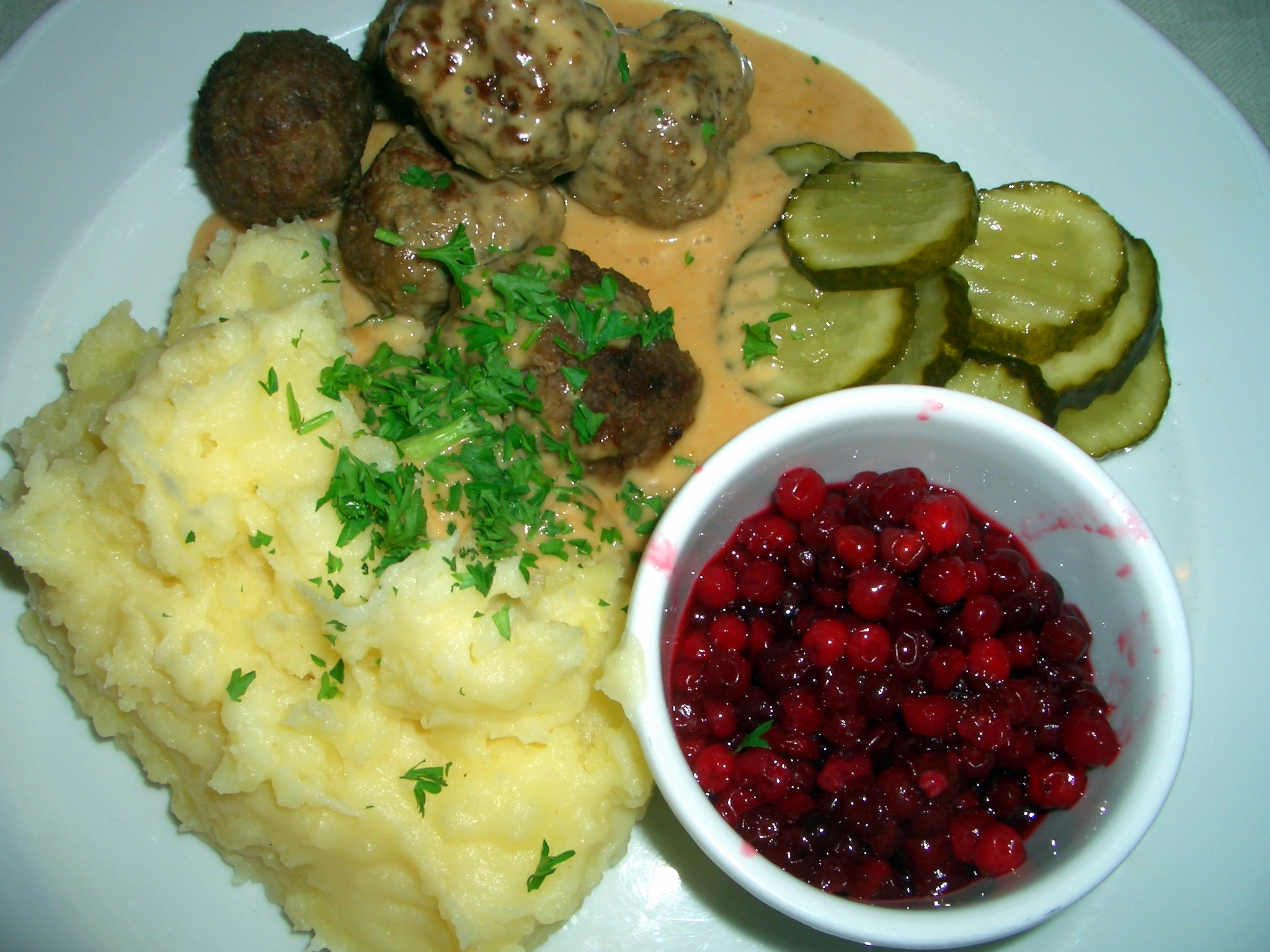
Шведские тефтели

- Британская кухня[1]
  -  Английская кухня[1][2]
    - Англо-индийская кухня[2]

  -  Шотландская кухня[2]
  -  Валлийская кухня[2]
- Датская кухня[1][2]
- Финская кухня[1][2]
- Исландская кухня[1]
- Ирландская кухня[1][2]
- Заполярная кухня
- Норвежская кухня[1]
- Шведская кухня[1][2]

## Южноевропейская кухня

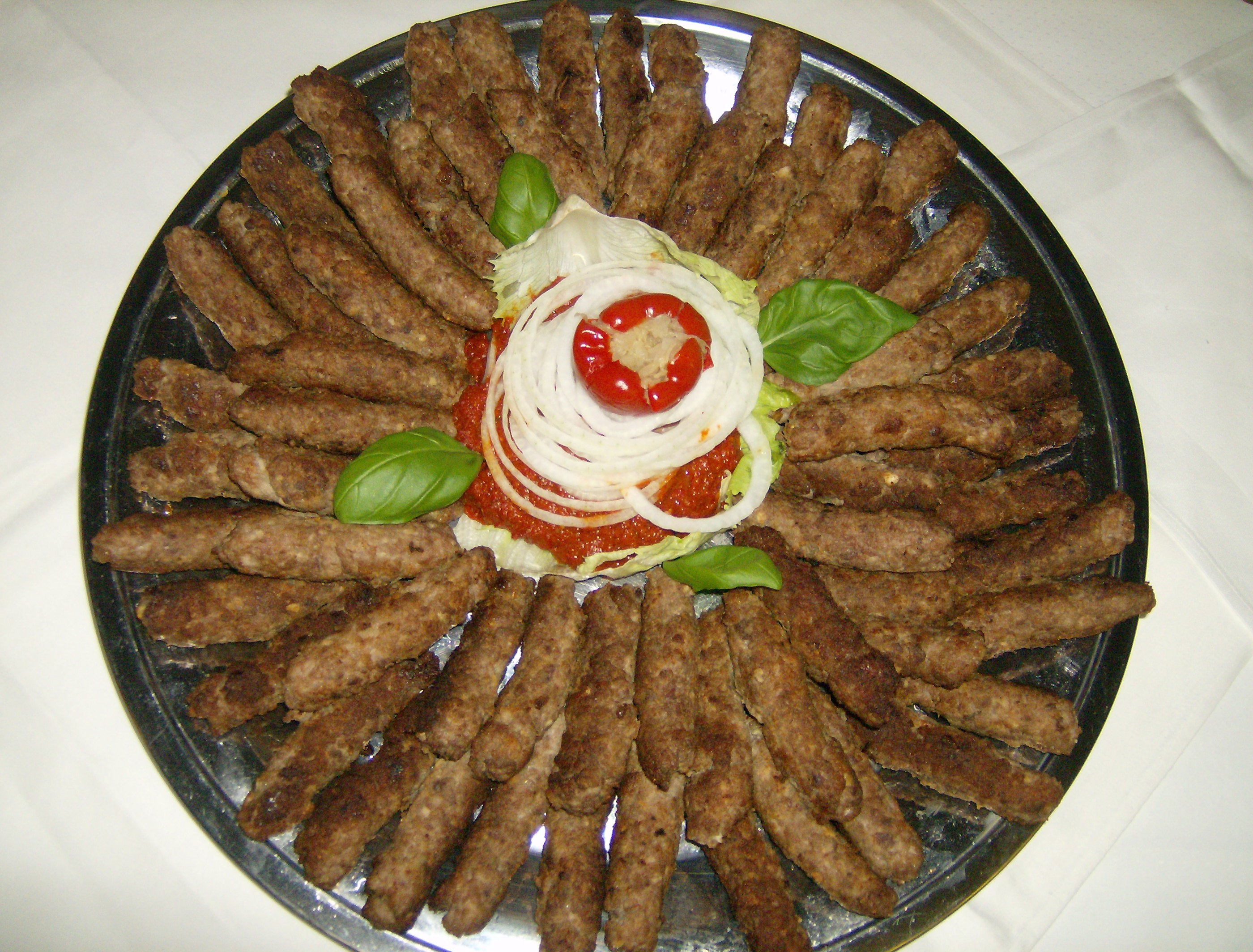
Боснийские чевапчичи
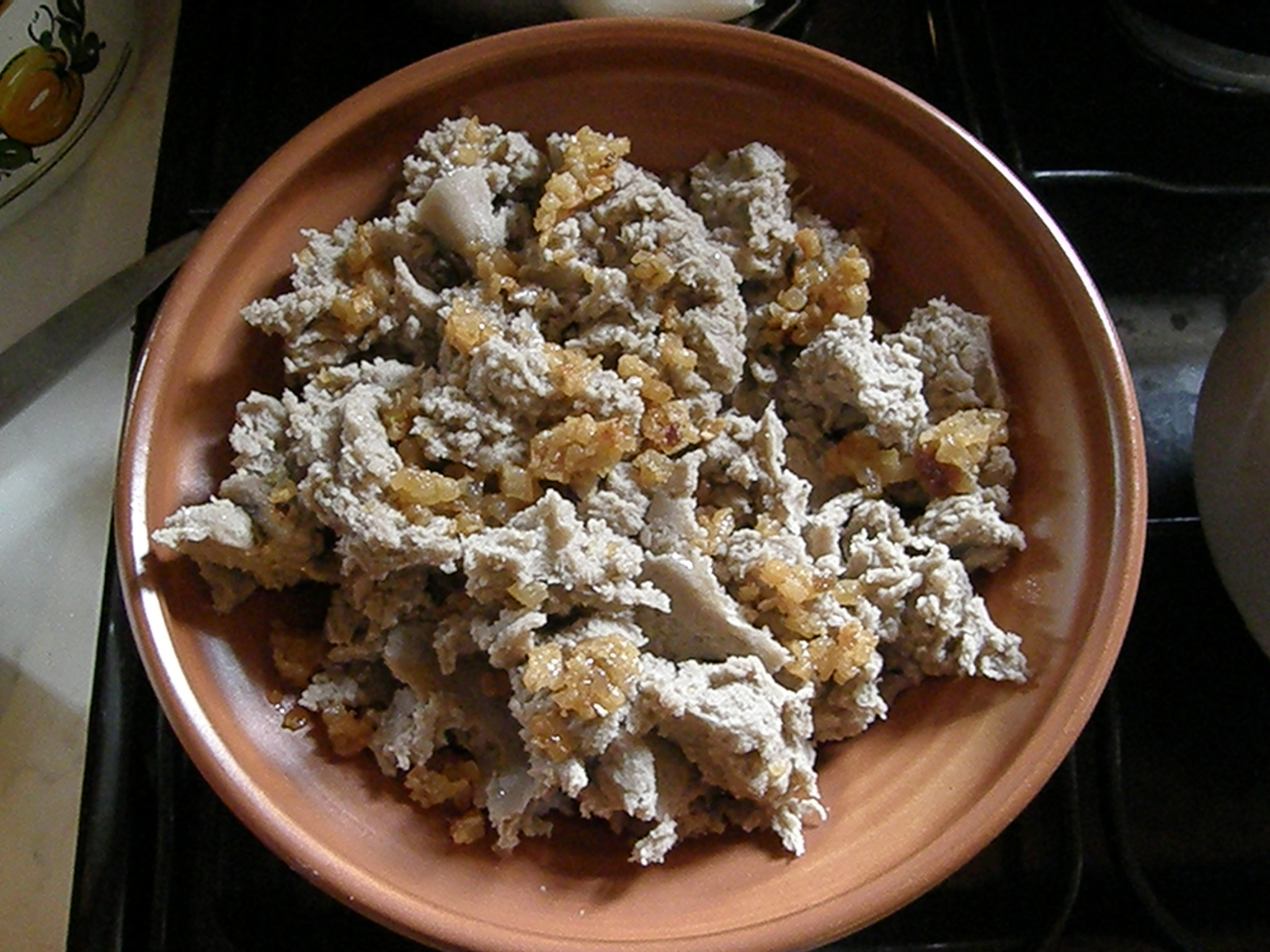
Хорватские жганцы
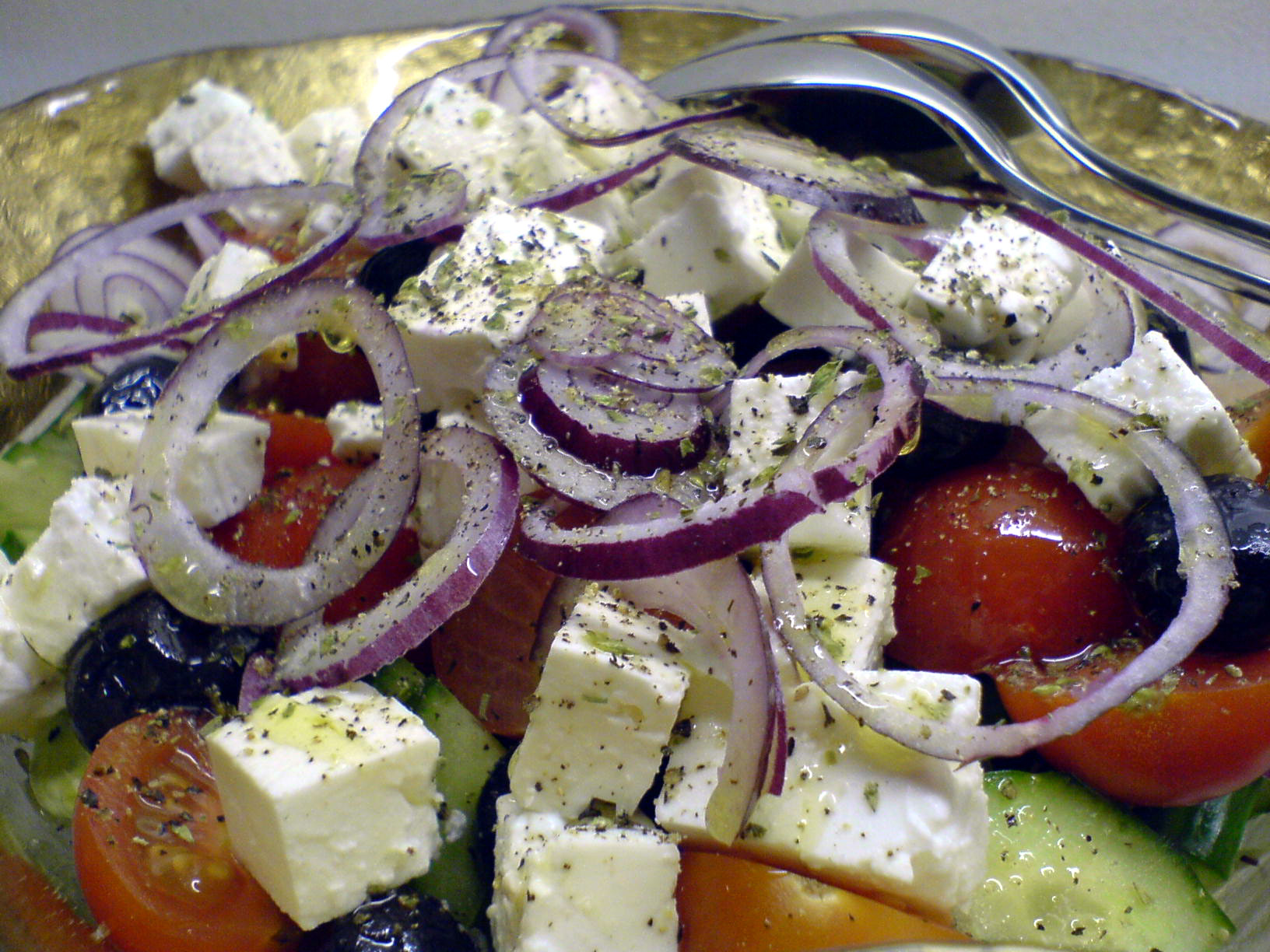
Греческий салат
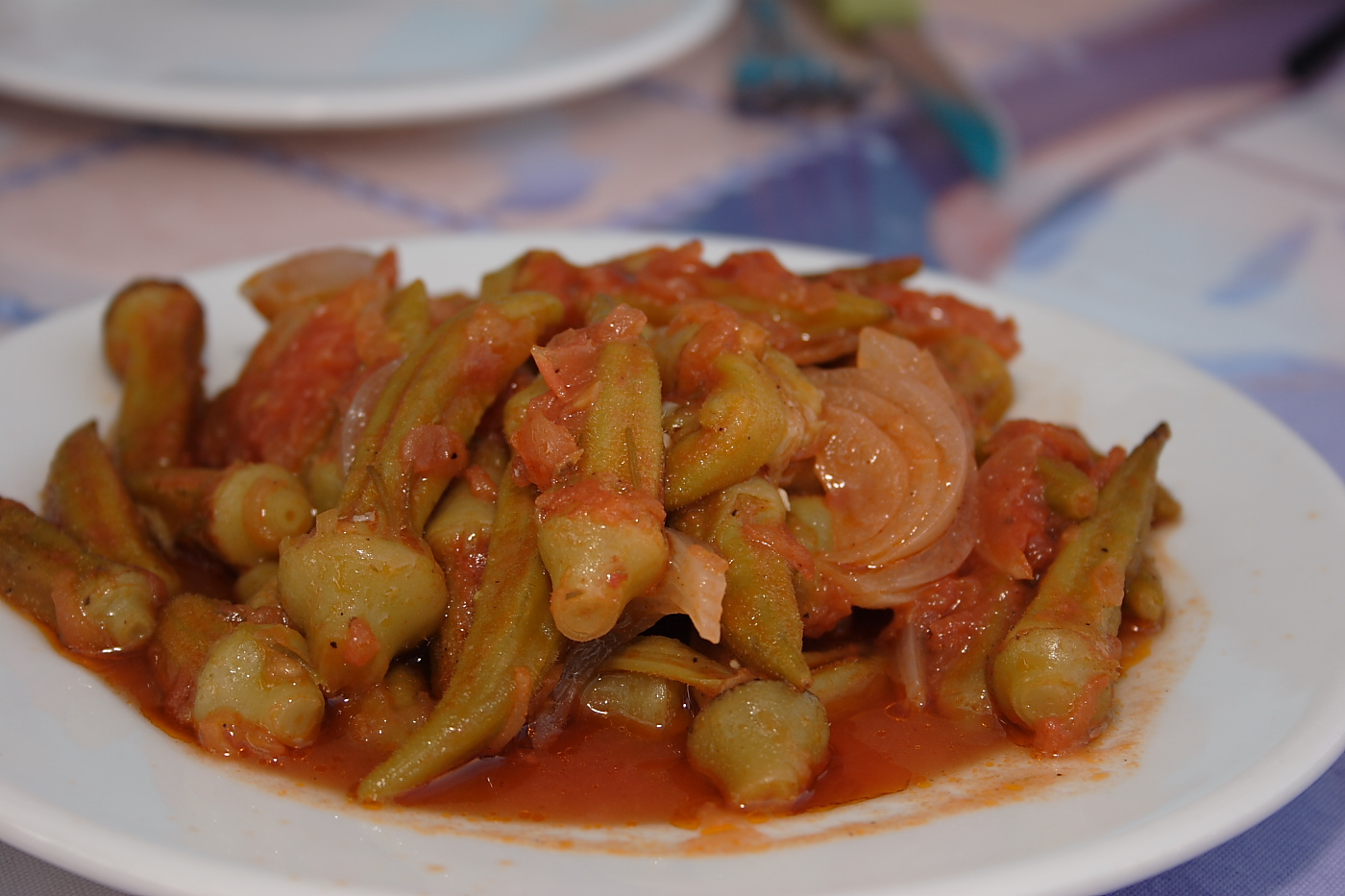
Кипрская бамия в томатном соусе

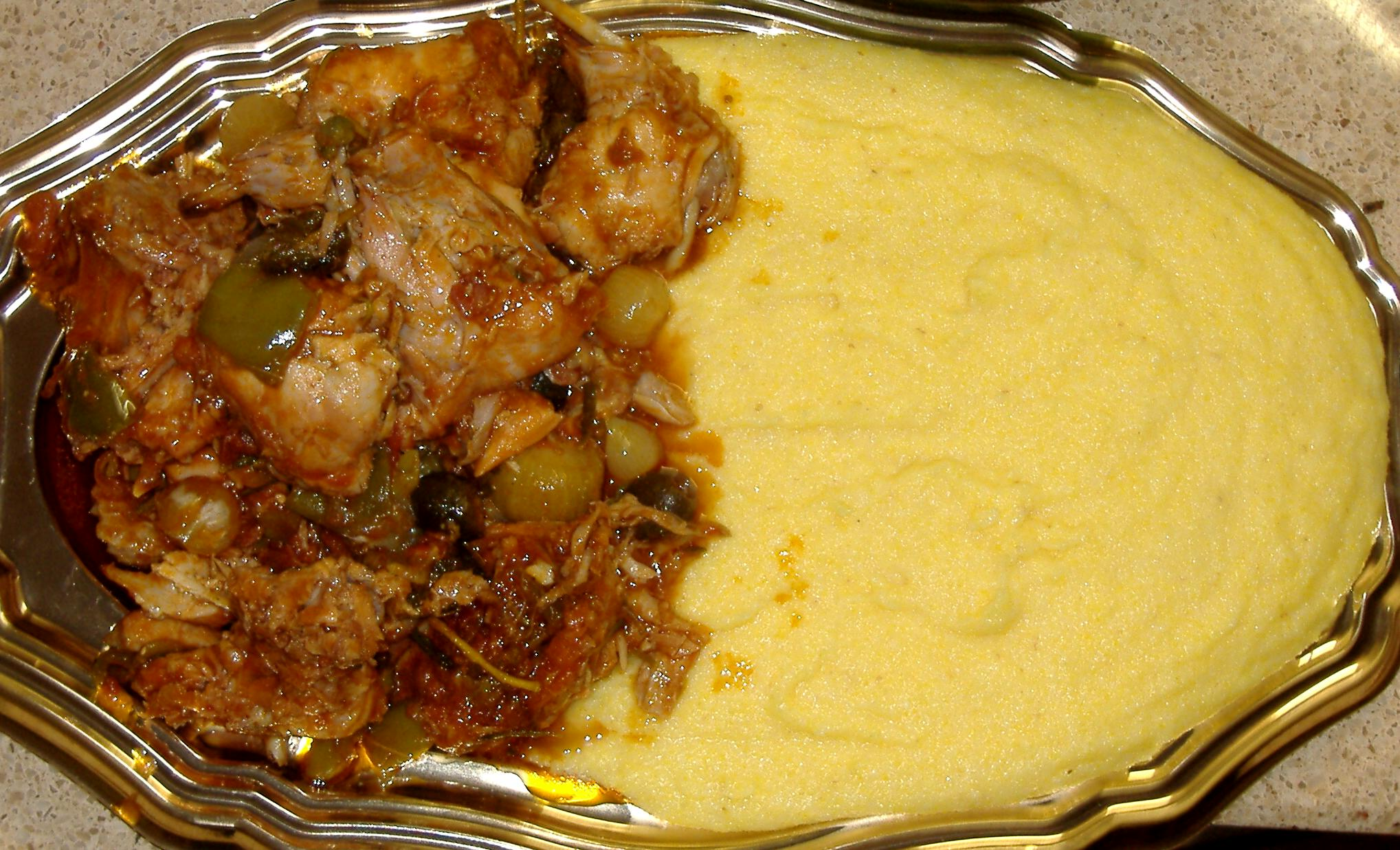
Итальянская полента с крольчатиной
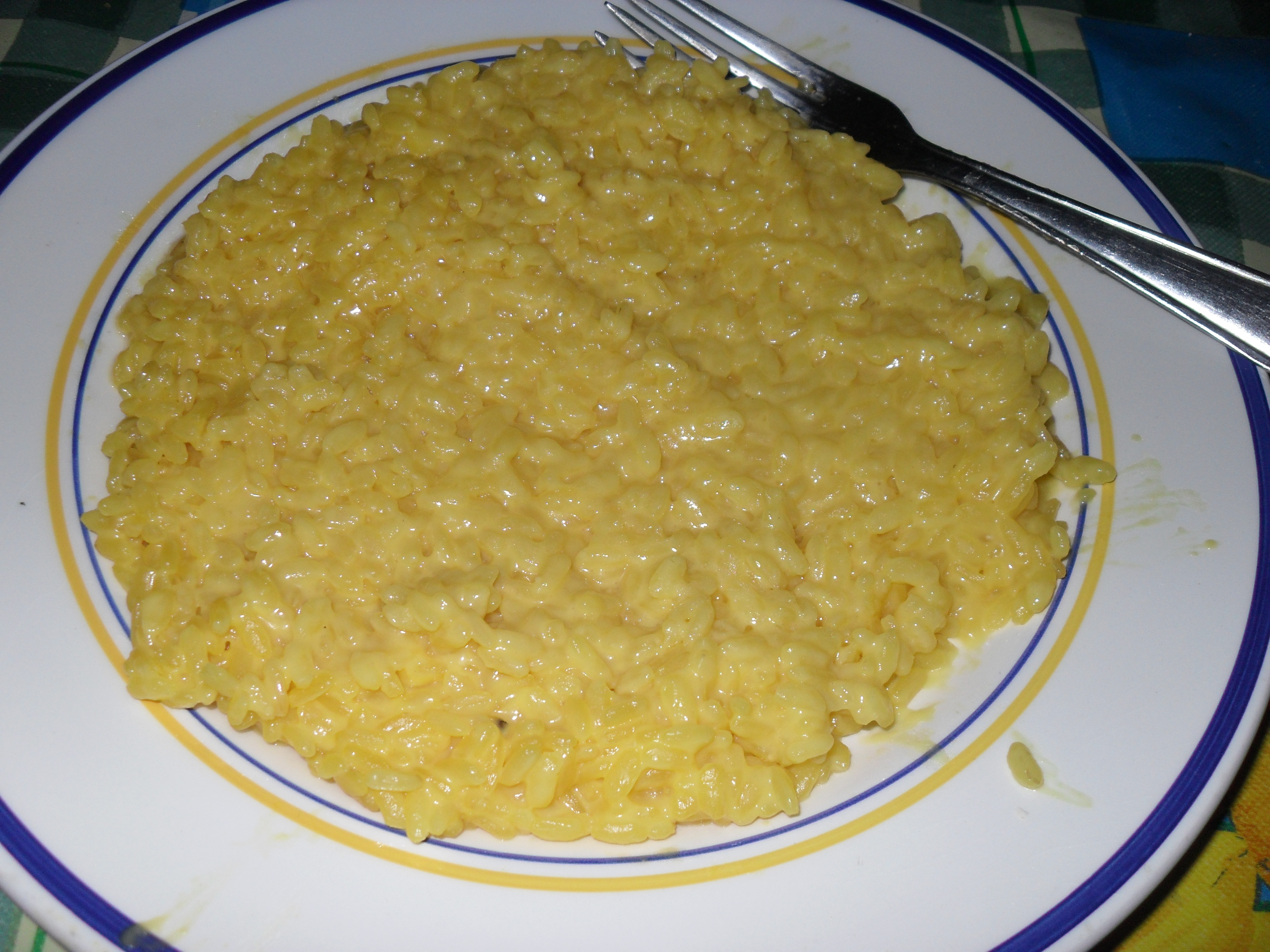
Итальянское ризотто по-милански
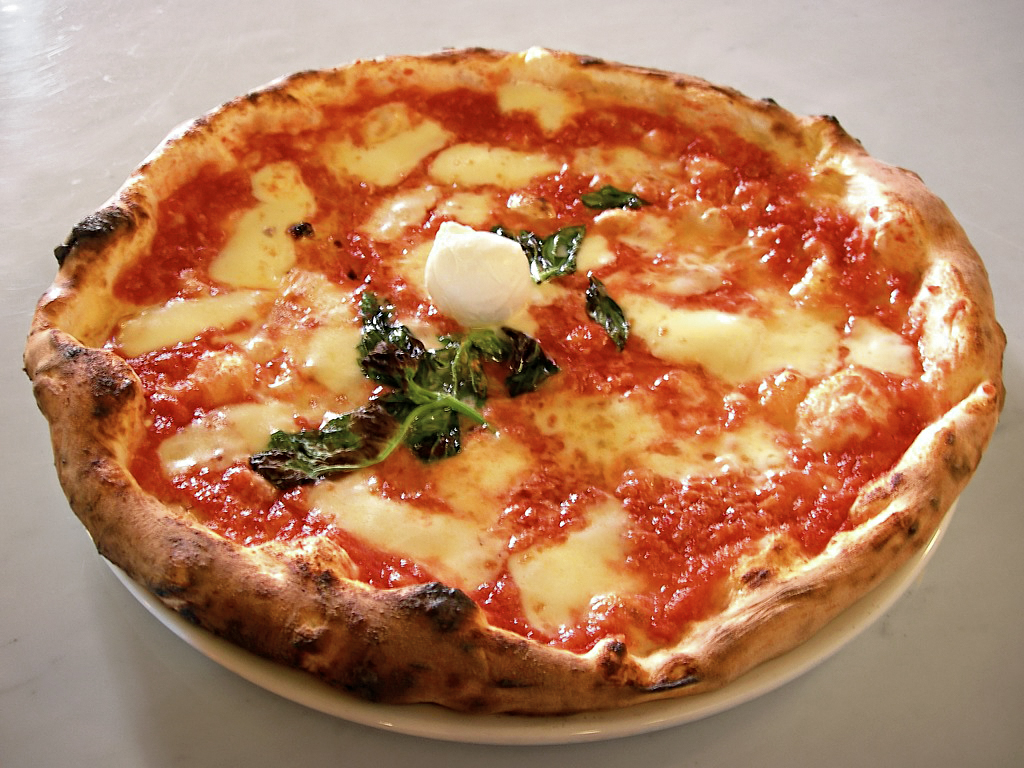
Неаполитанская пицца
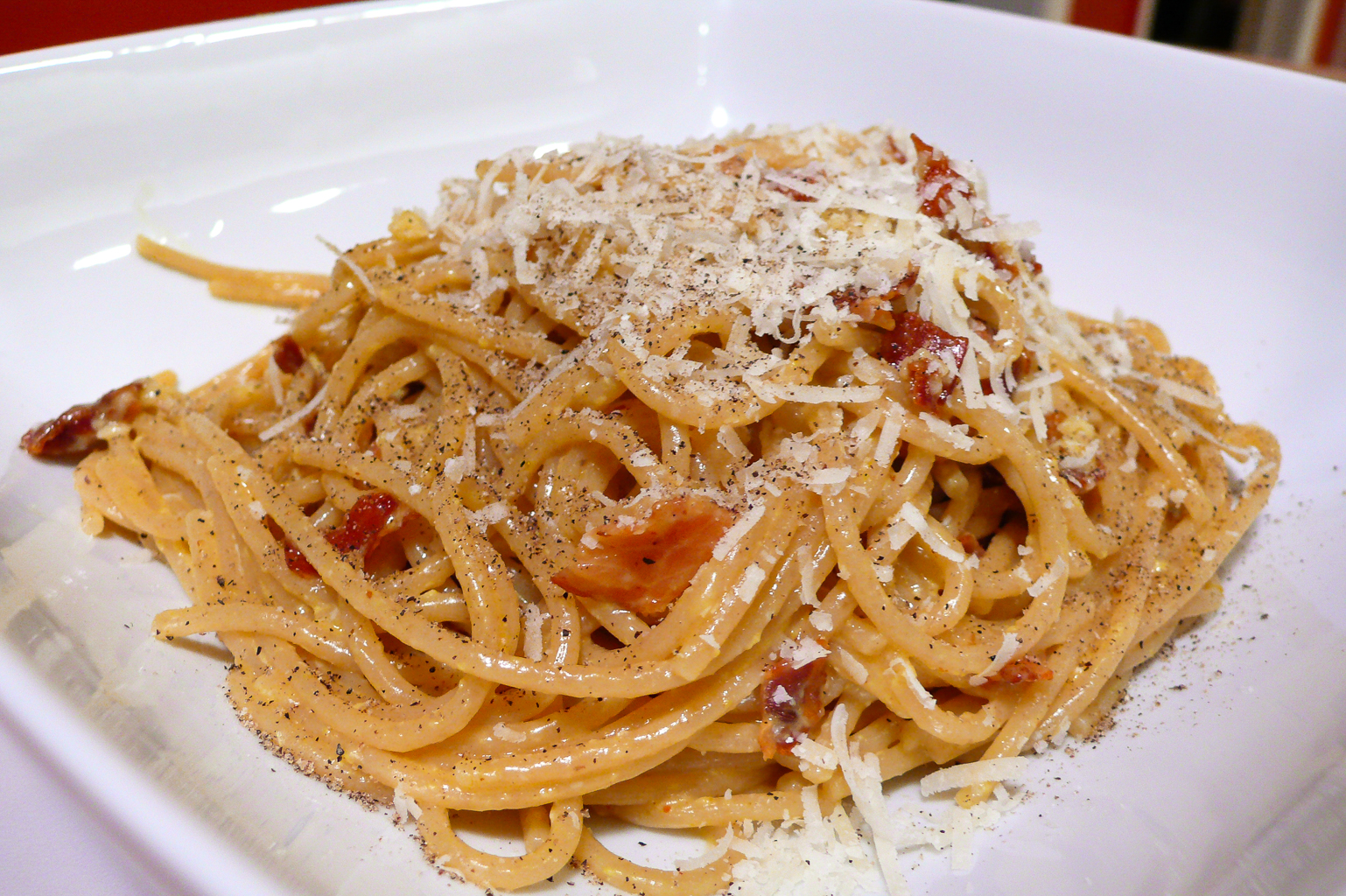
Итальянское спагетти карбонара

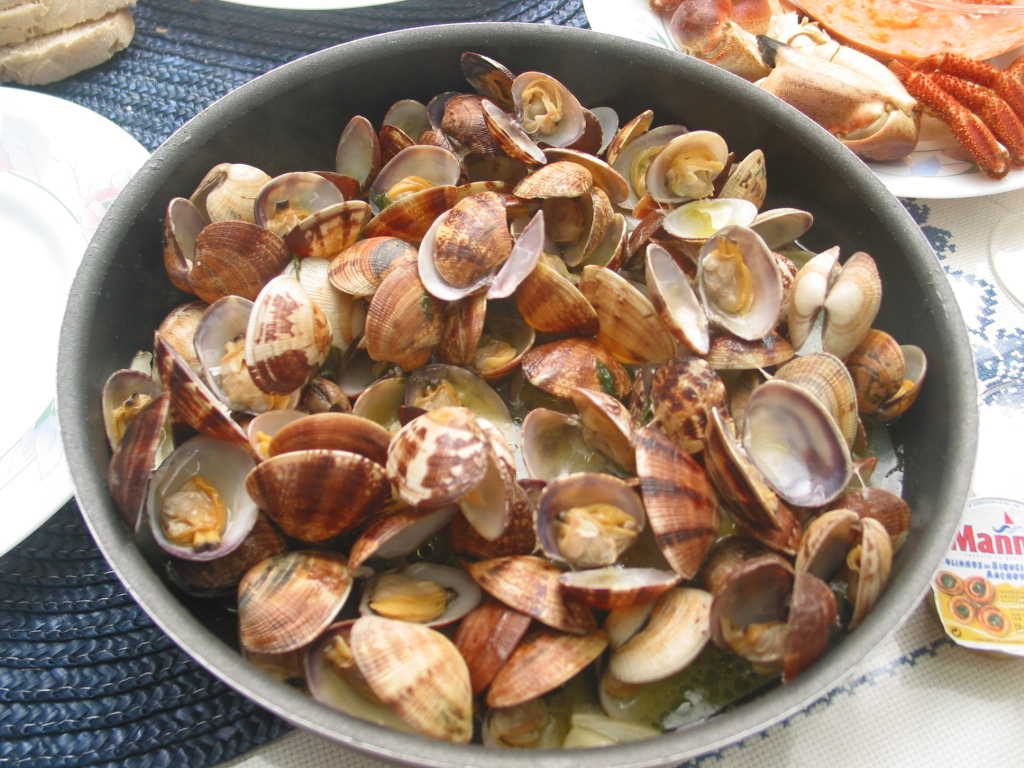
Португальские моллюски, тушенные в масле
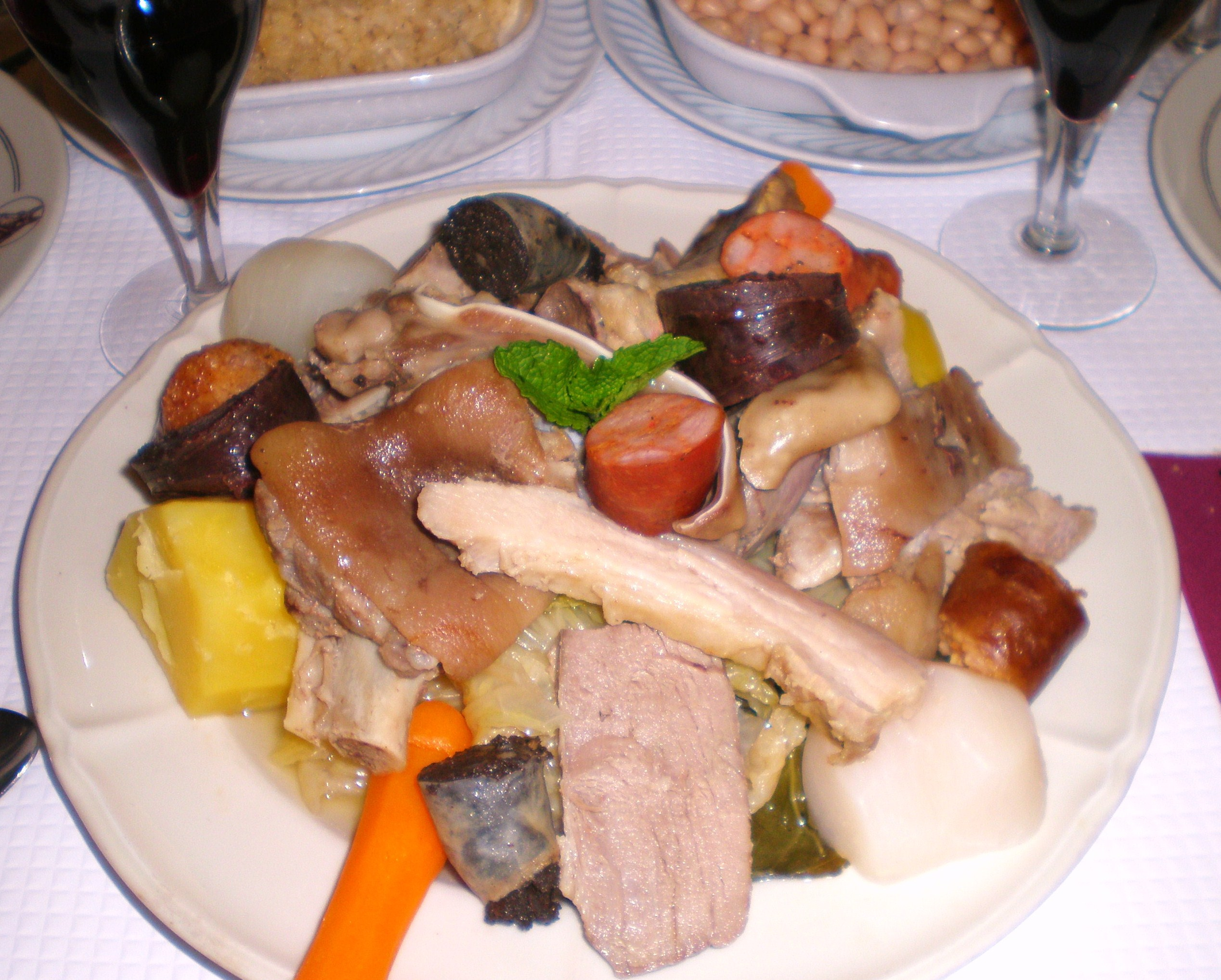
Португальское козидо — тушеное мясо
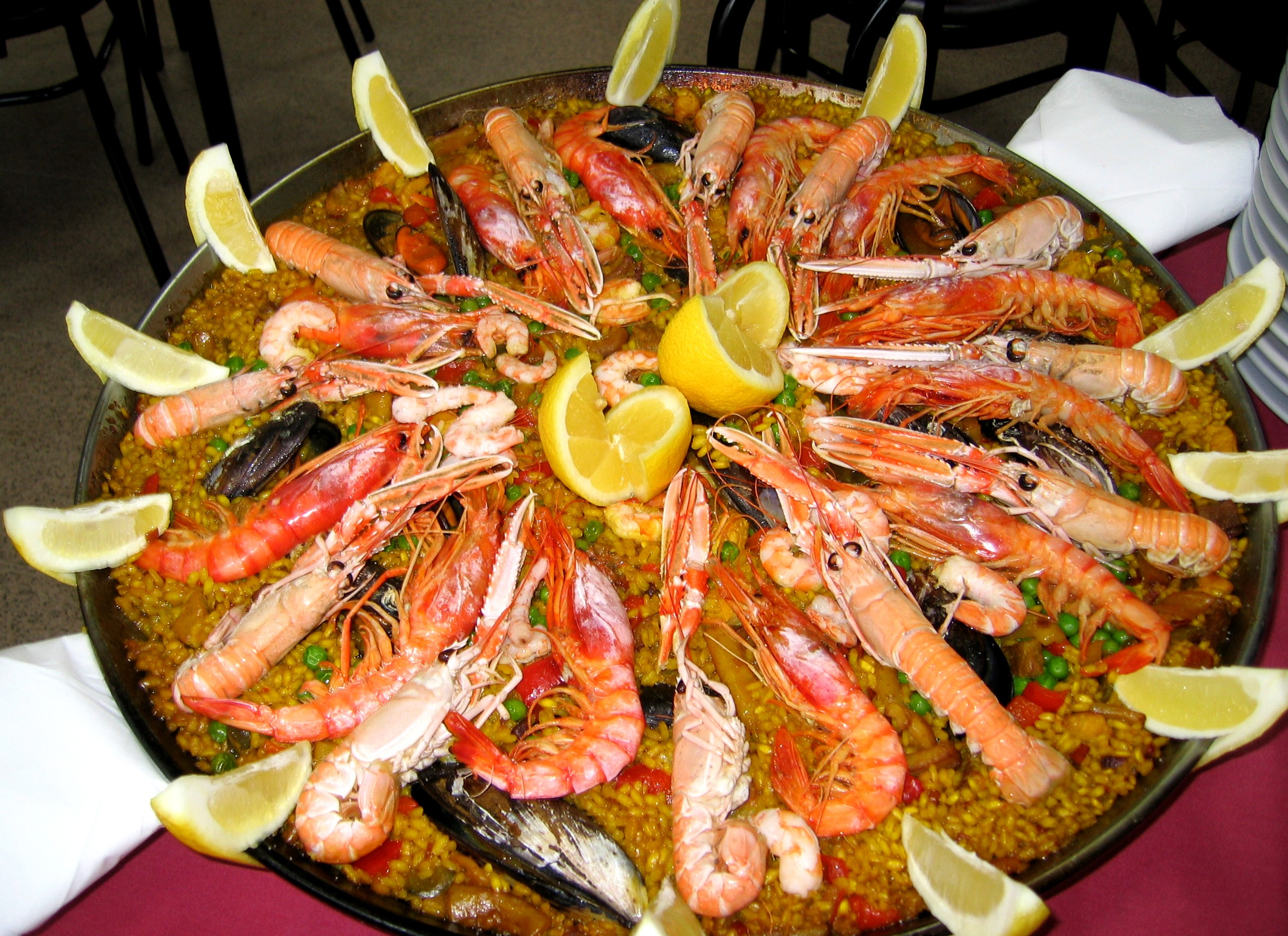
Испанская паэлья
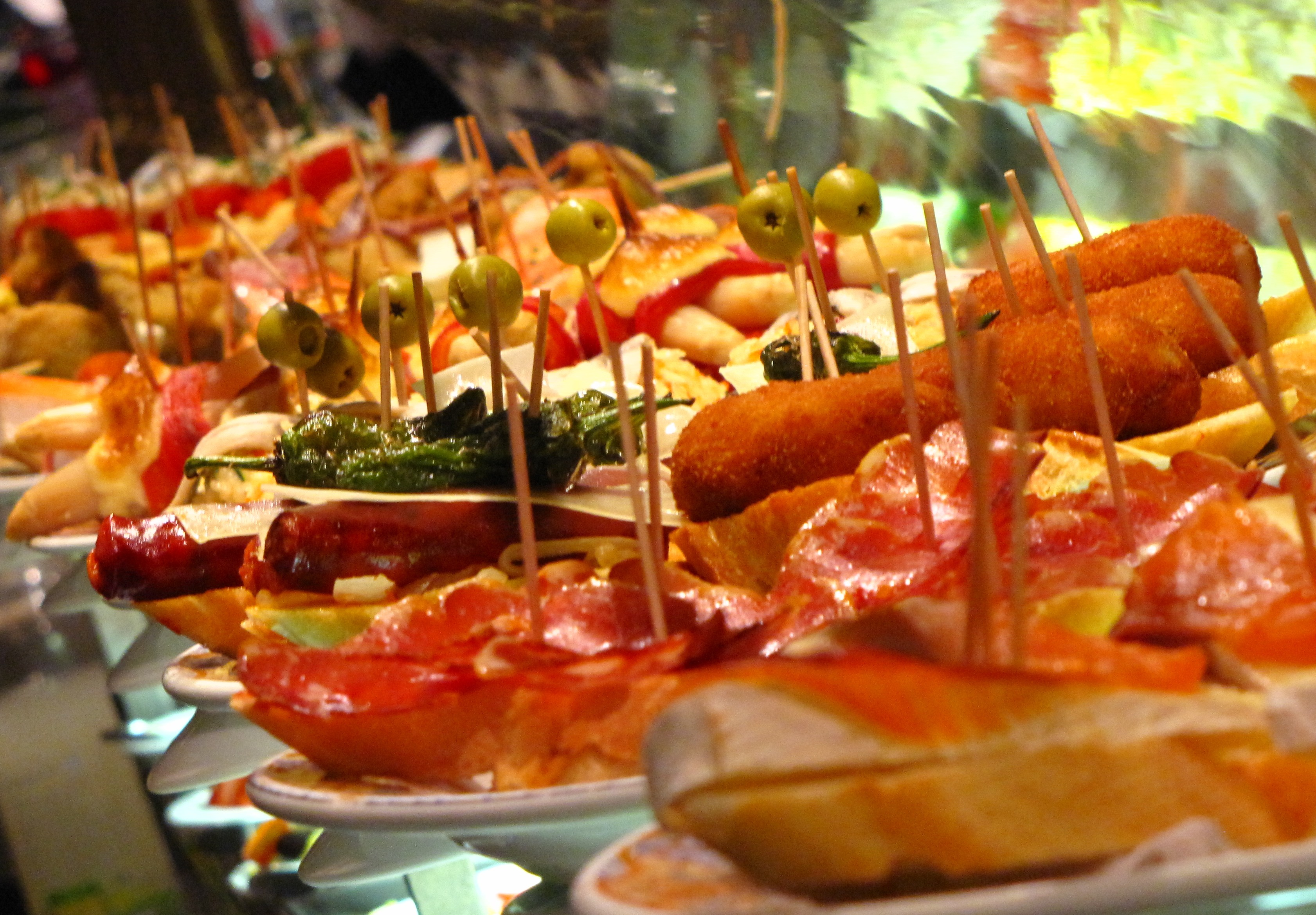
Испанский тапас

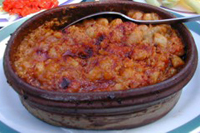
Македонское тавче гравче
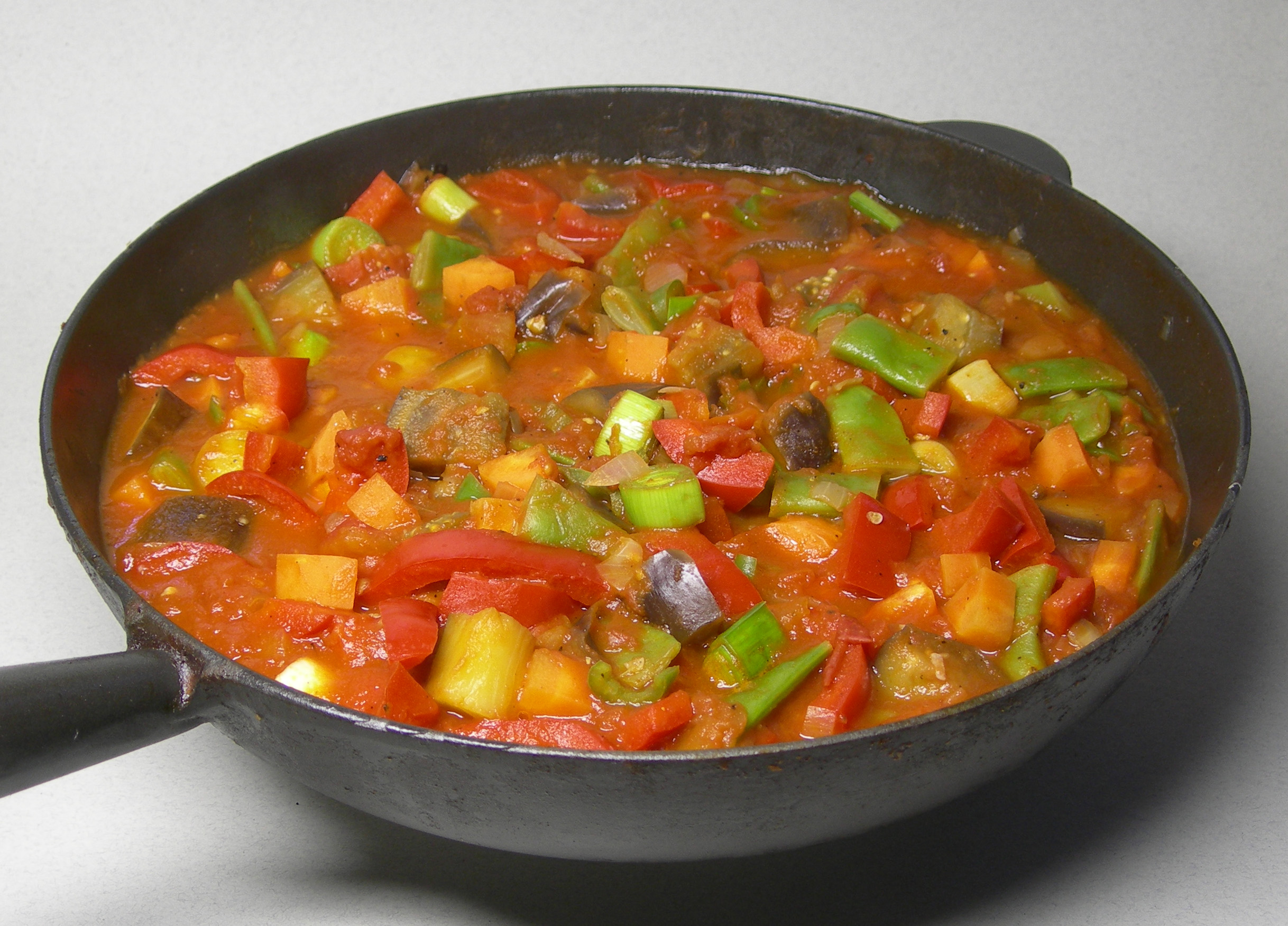
Сербский гивеч
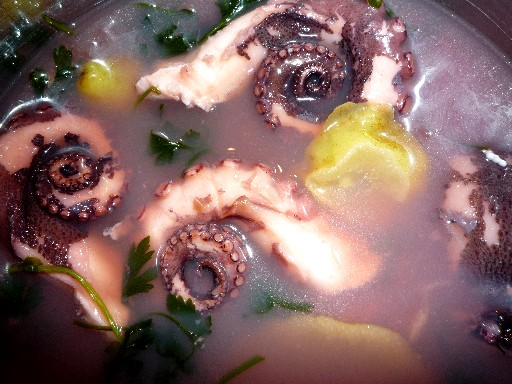
Мальтийский тушёный осьминог
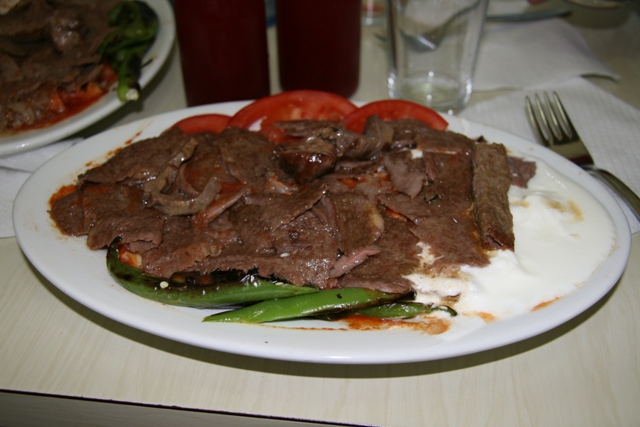
Турецкий люля-кебаб

- Албанская кухня[1][2]
- Боснийская кухня[3]
- Хорватская кухня[2][3]
- Румынская кухня
- Кипрская кухня[1]
- Кухня Гибралтара
- Греческая кухня[1][2]
  - Грекомакедонская кухня
- Итальянская кухня[1][2]
  -  Калабрийская кухня
  -  Кухня Ломбардии
  -  Неаполитанская кухня
  -  Кухня Сардинии
  -  Сицилийская кухня[2]
  -  Тосканская кухня
  -  Венецианская кухня
- Македонская кухня[2]
- Мальтийская кухня[1]
- Черногорская кухня[3]
- Португальская кухня[1][2]
- Сербская кухня[3]
- Словенская кухня[1]
- Испанская кухня[1][2]
  -  Кухня Андалусии
  -  Астурийская кухня
  -  Арагонская кухня
  -  Балеарская кухня
  -  Баскская кухня
  -  Канарская кухня
  -  Кантабрийская кухня
  -  Кухня Кастилии-Ла-Манчи
  -   Каталонская кухня[1]
  -  Мурсийская кухня
  -  Кухня Эстремадуры
  -  Галисийская кухня
  -  Кухня Леона
  -  Кухня Валенсии
- Турецкая кухня[1][2]

## Западноевропейская кухня

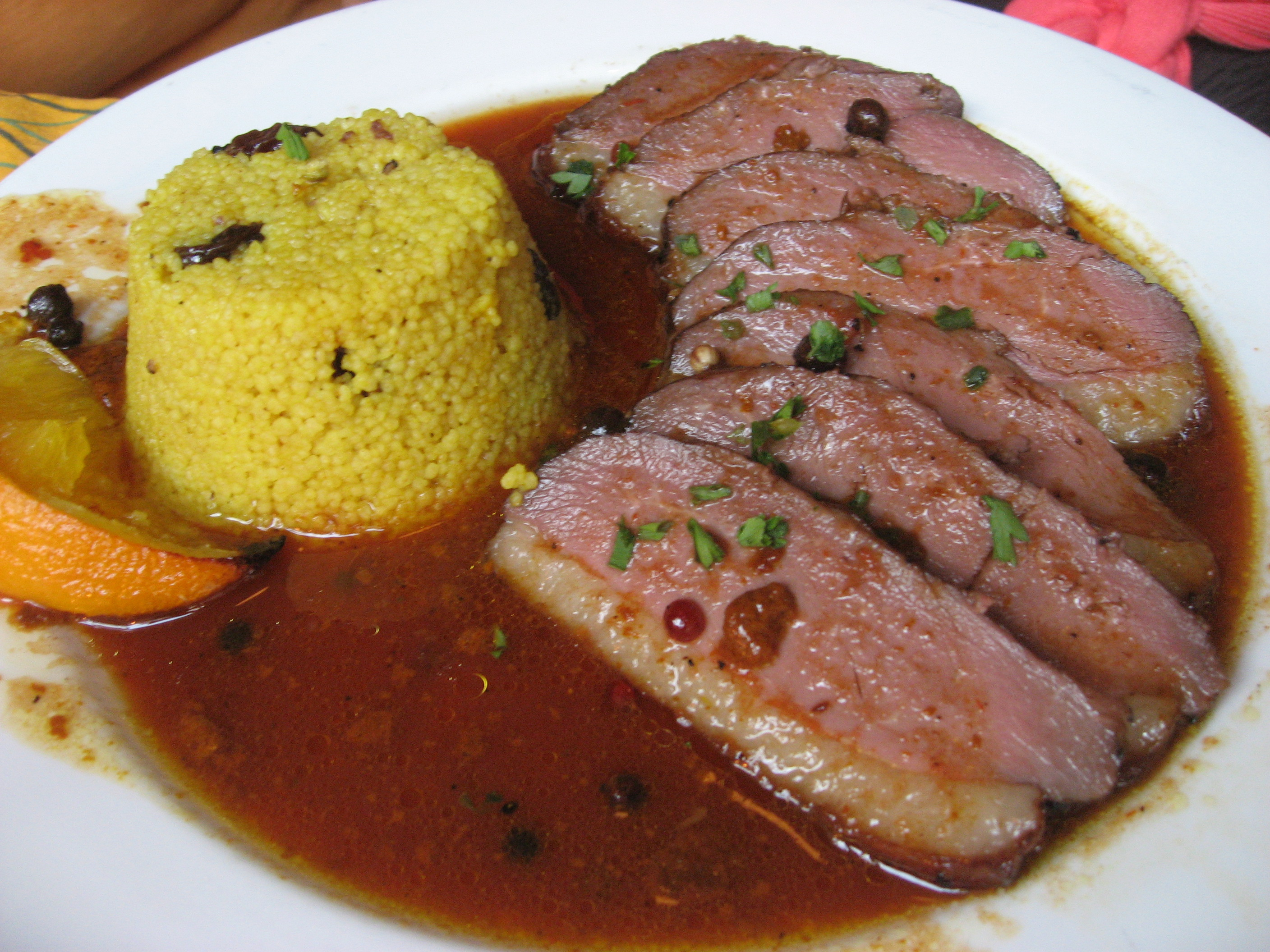
- Французские утиные грудки
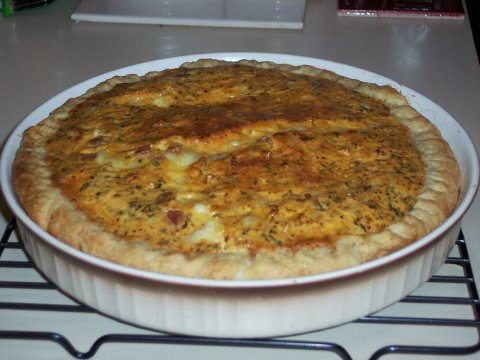
Французский киш по-лотарингски
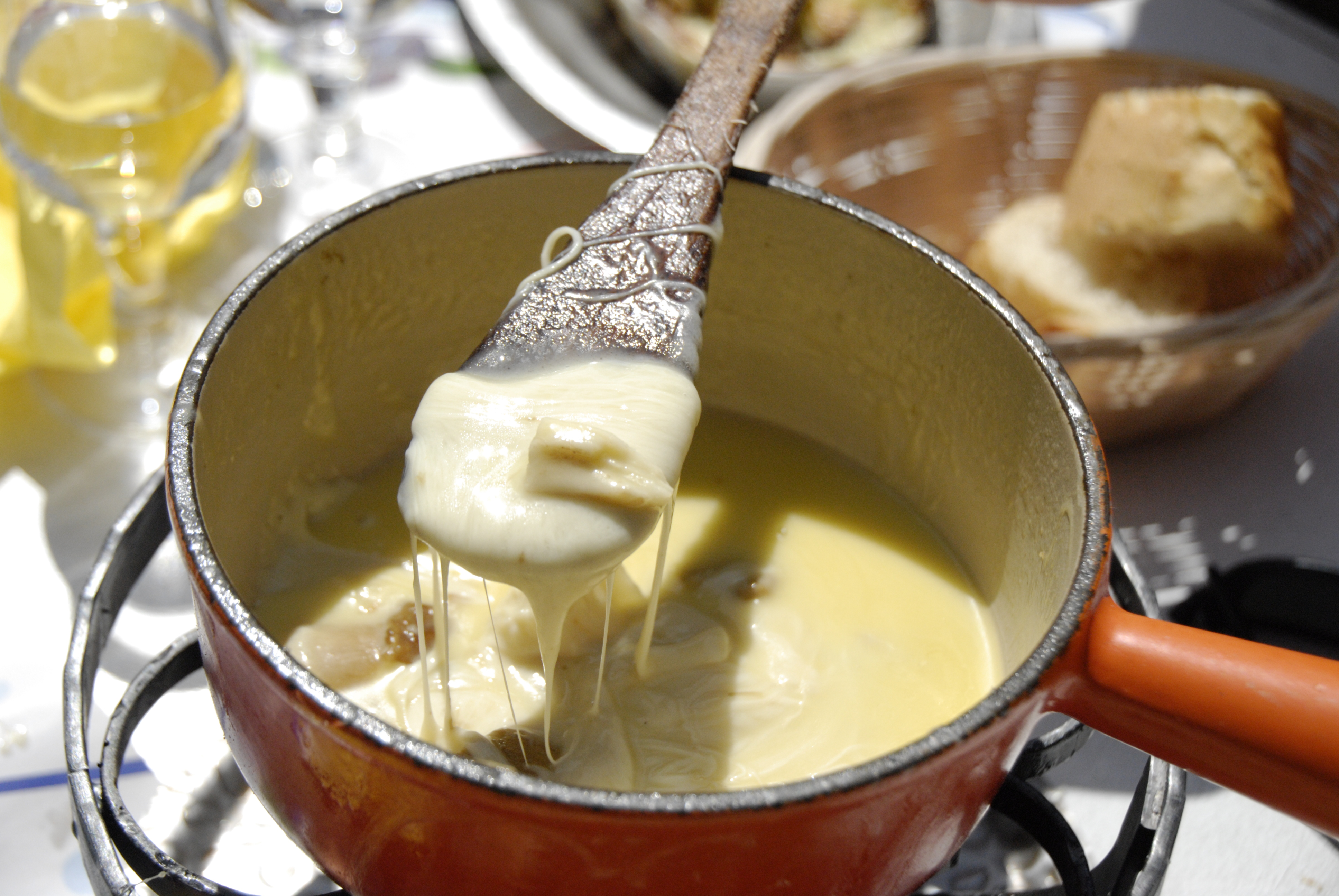
Французское фондю по-савойски
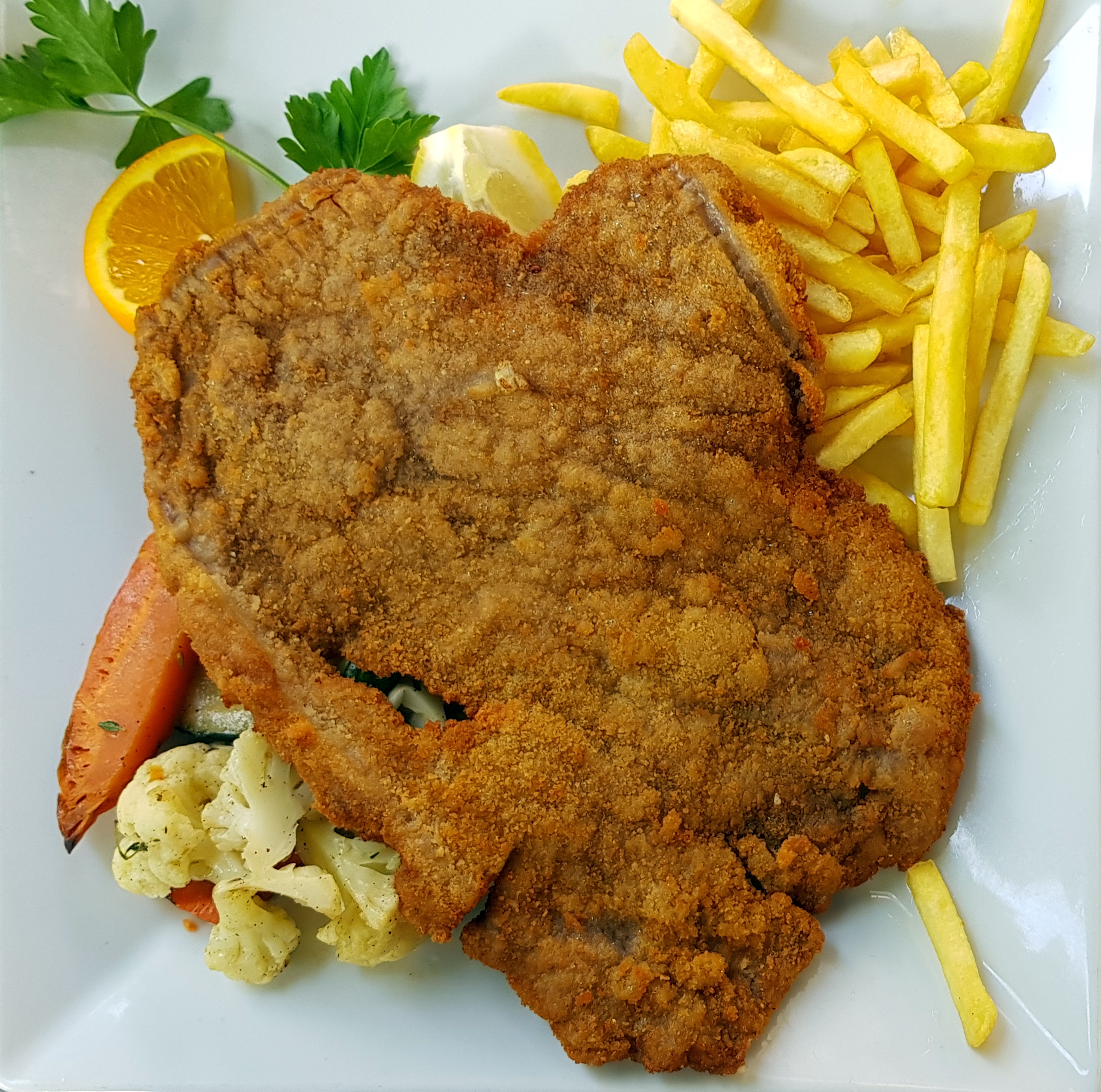
Венский шницель
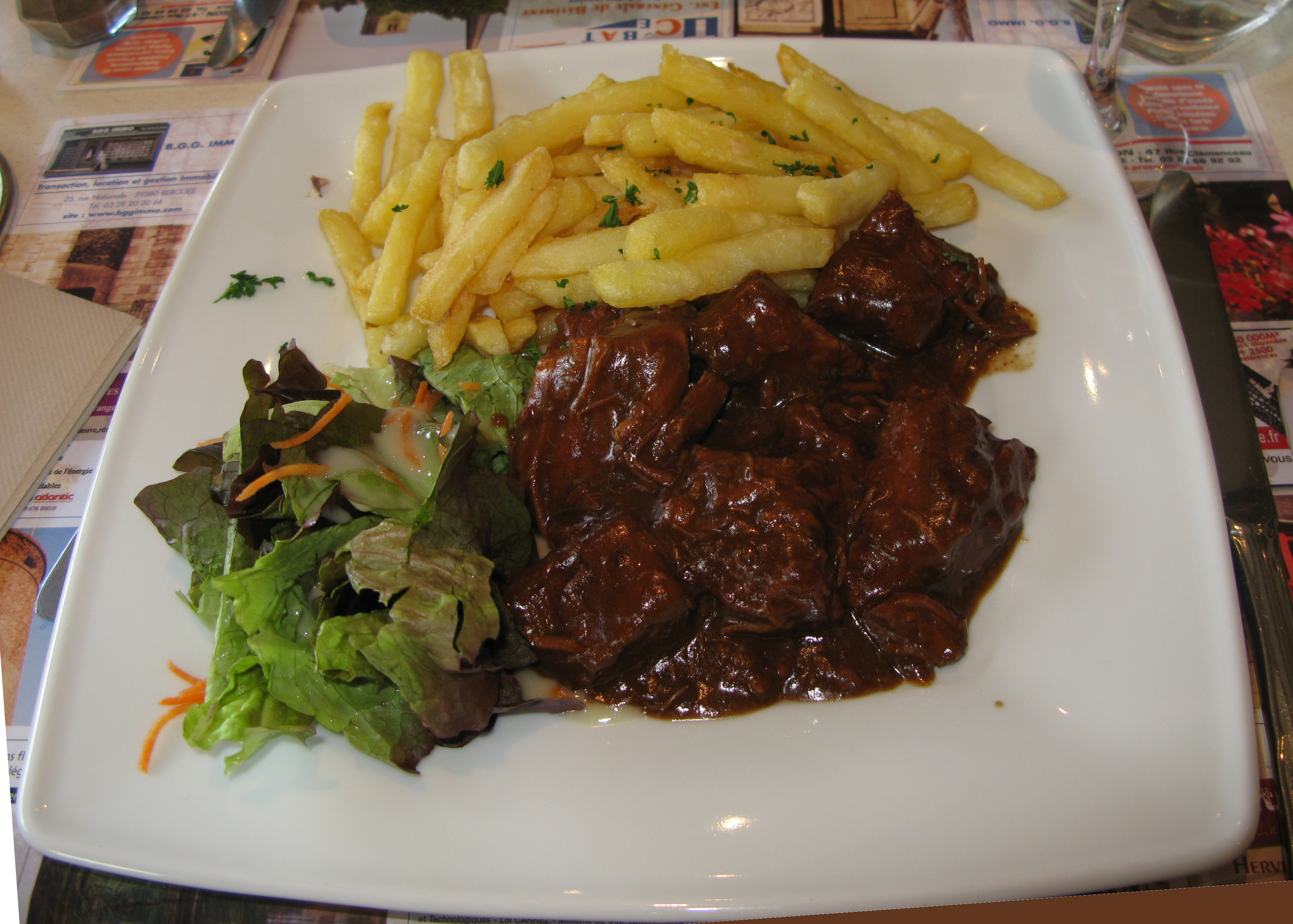
Французское тушёное мясо по-фламандски
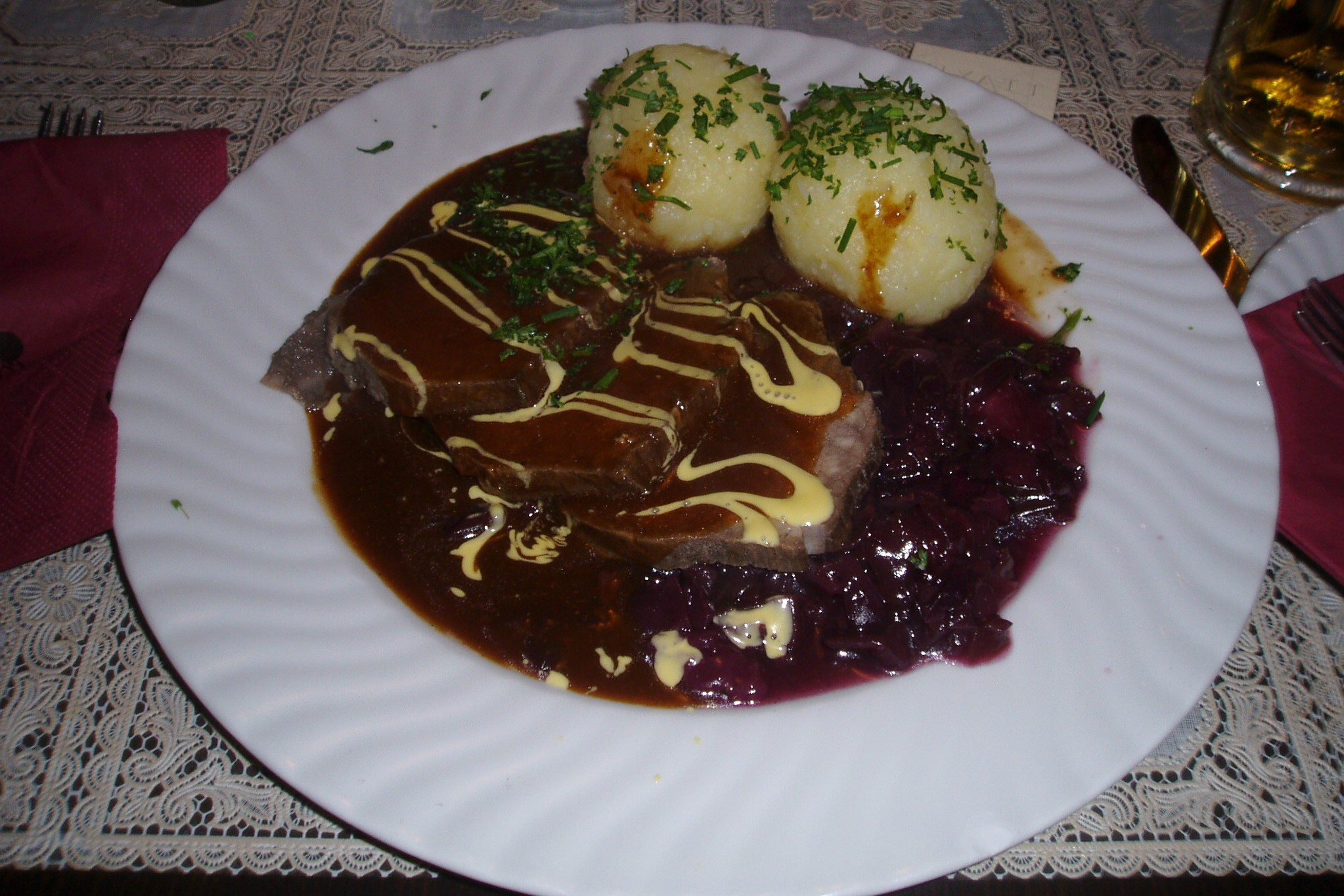
Немецкий зауэрбратен с картофельными клёцками
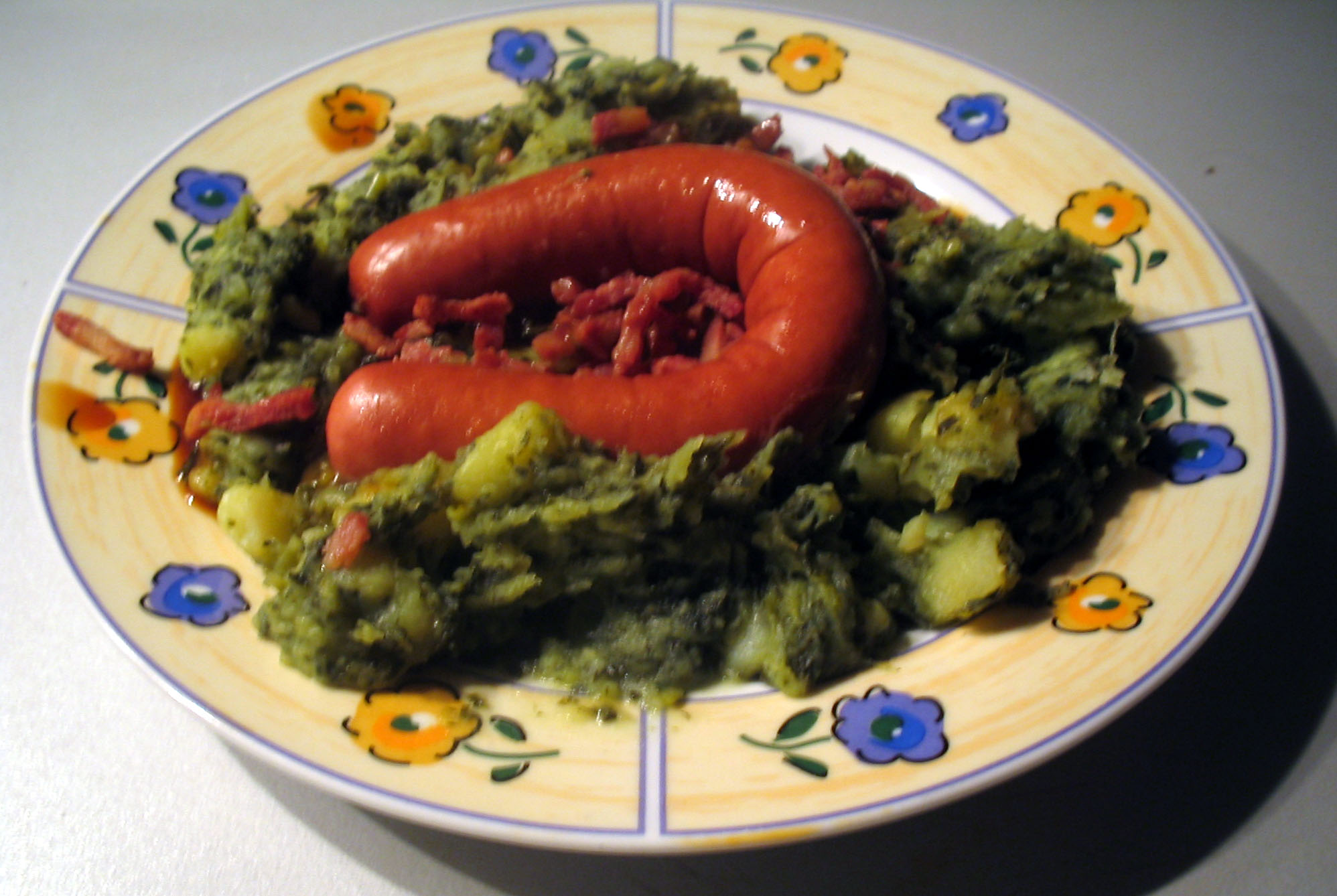
Голландский стампот с крестьянской капустой
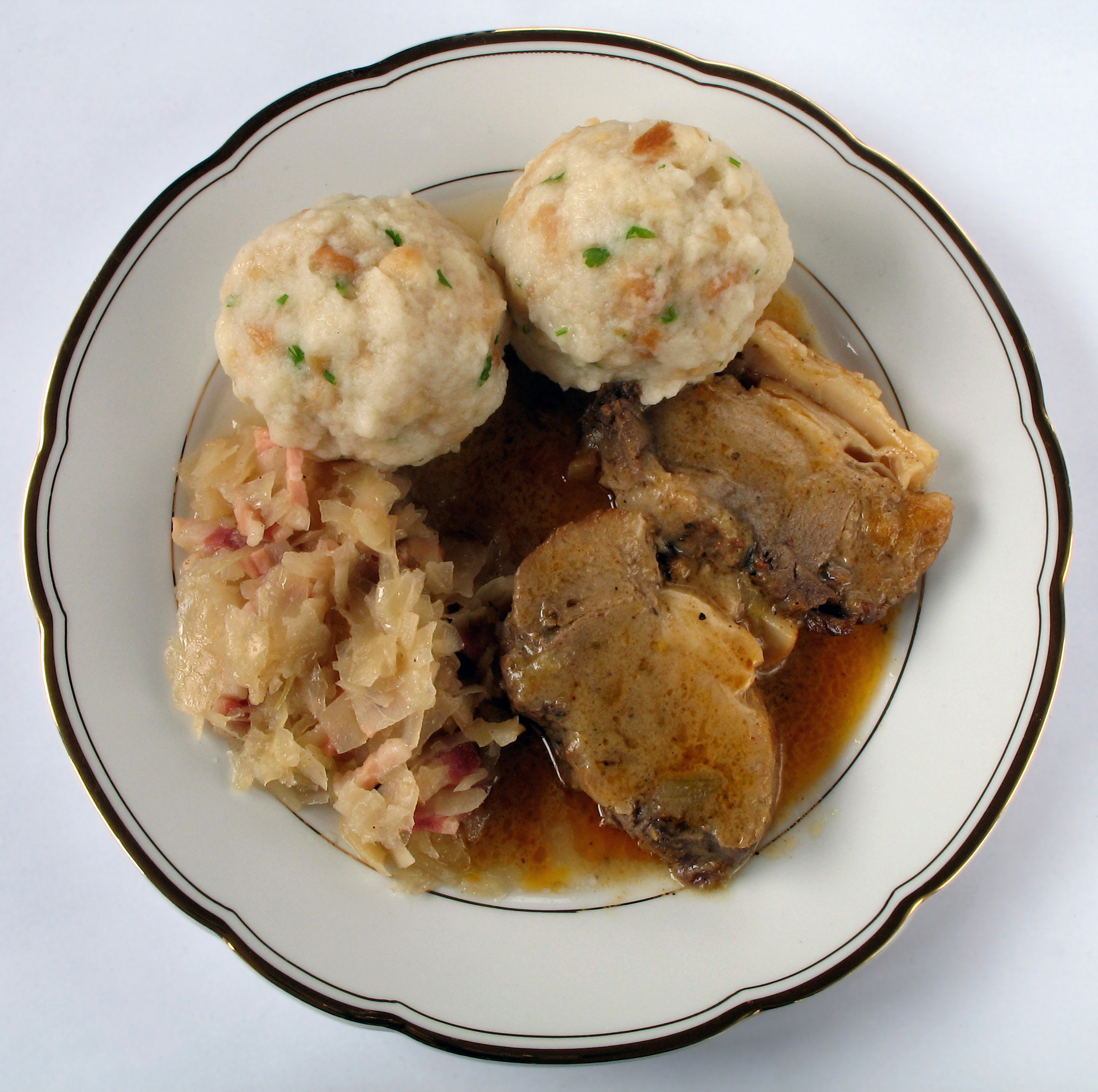
Австрийское свиное жаркое с хлебными клёцками
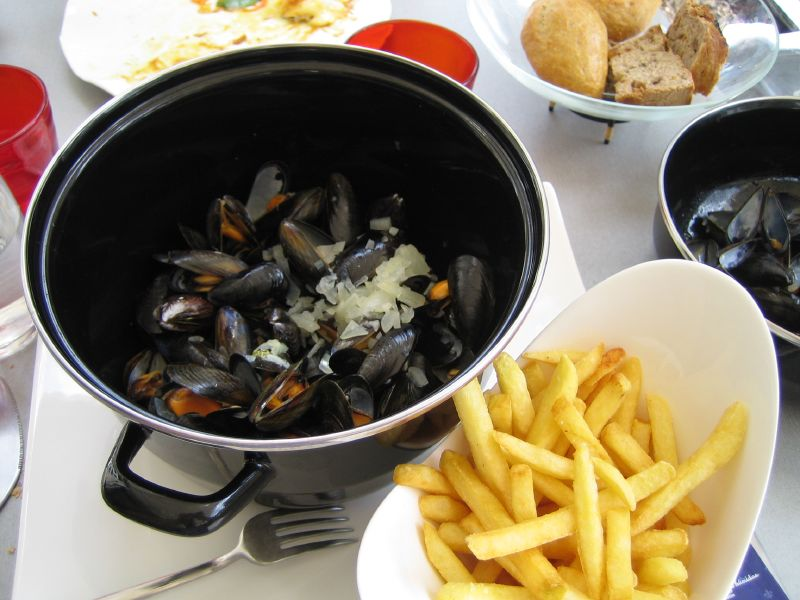
Бельгийские мидии с картофелем фри
  - Французский киш по-лотарингски
  - Французское фондю по-савойски
  - Венский шницель
  - Французское тушёное мясо по-фламандски
  - Немецкий зауэрбратен с картофельными клёцками
  - Голландский стампот с крестьянской капустой
  - Австрийское свиное жаркое с хлебными клёцками
  - Бельгийские мидии с картофелем фри
 Австрийская кухня[1][2]
- Бельгийская кухня[1][2]
- Нидерландская кухня[1]
- Французская кухня[1][2]
  - Высокая кухня
    - Классическая кухня
    - Новая кухня
- Немецкая кухня[1][2]
- Люксембургская кухня[1]
- Швейцарская кухня[1][2]